# 一般形車両 (鉄道)
一般形車両（いっぱんがたしゃりょう）とは、鉄道車両の種類において次のような意味を持つ車両のことである。
1. 日本国有鉄道（国鉄）・JRにおける旅客車の区分の1つで「客室に出入口を有し、横型（ロングシート）及び縦型腰掛（クロスシート）を備え、通勤輸送に適した性能を有する車両形式のもの」を指す車両のこと[1]。50系客車が製造された時代の時点ではこの区分が使われている[2]。電車においても東日本旅客鉄道（JR東日本）のE231系電車においてこの区分が採用された。
2. 上記から転じて特定の車種に分類されないその他の車両を指す用語。国鉄の旧型客車については車種を特定しなかったため、こう呼んだことがあったほか、国鉄時代の気動車においても特急形・急行形以外の普通列車用気動車は国鉄時代には制式な分類がなく、どの形式がどの分類に属するか文献による相違がみられるたため、便宜上、通勤形や近郊形として製造された車両も含む総称として使われたものである[3]。特定の目的に供されない機関車に対してもこう呼ぶことがある。

本項目では日本の国鉄・JRにおける一般形車両を主題として解説し、1.2.ともに解説する。

## 概要
| 電車では大都市圏向けと地域輸送向けに二分され、装備や仕様は大きく異なり、輸送力の差が大きく表れる。左：大都市圏向けのE231系500番台右：地域輸送向けの125系   |  | 電車では大都市圏向けと地域輸送向けに二分され、装備や仕様は大きく異なり、輸送力の差が大きく表れる。左：大都市圏向けのE231系500番台右：地域輸送向けの125系 |
| 電車では大都市圏向けと地域輸送向けに二分され、装備や仕様は大きく異なり、輸送力の差が大きく表れる。 左：大都市圏向けのE231系500番台 右：地域輸送向けの125系 |  | |

| 系列内で優等列車用と普通列車用があるキハ110系。左：急行用右：普通列車用   |  | 系列内で優等列車用と普通列車用があるキハ110系。左：急行用右：普通列車用 |
| 系列内で優等列車用と普通列車用があるキハ110系。 左：急行用 右：普通列車用 |  |                                                                         |

昭和20年代までは気動車と電車は普通列車用のみで客車については一部を除いて優等列車と普通列車双方に使用されていたため、車種の用途分類を特定していなかった。
昭和30年代に入ると動力近代化計画の取り組みにより新性能電車や液体式気動車が実用化され、動力分散方式の車両が優等列車にも進出するようになり、用途が多様化されたことから車両区分が定められ、優等列車用として特急形車両や急行形車両が登場し、電車では、普通列車用の車両には座席配置や性能が異なる近郊形と通勤形が主に使用された。国鉄時代には新性能電車には一般形車両の区分は存在しなかった。一方、気動車については形の上では通勤形や近郊形と謳った車両は製造されたものの、文献・資料による相違があった。例えばキハ35系については通勤輸送を目的としていたが、実際の運用では他の一般形と混用された。キハ45系は多くの資料では近郊形気動車に分類されることが多いが一般形に分類されることもあった。キハ66系は書籍によっては近郊形に分類している場合もある。その一方で急行形でも近郊形でもないとして汎用形に位置付けている場合もあった。キハ40系については国鉄の公式パンフレットではタイトルでは一般形気動車と記載しているが、本文では近郊形と記載されたりするなど、それらを含めて普通列車用の車両が一般形と呼ばれるようになっていたため、厳密に車種を特定することは困難であり、制式に分類したものではなかった。説としては、特急形・急行形・通勤形以外の車両は一般形に分類していた説と、特急形・急行形以外の車両は一般形に分類していたという説がある。後者の場合、通勤形と近郊形も含まれる総称となっている。気動車において制式に一般形の区分が使われるようになったのは国鉄末期になってからであり、例えばキハ38形は登場した時代の時点では前述のキハ35系と同様の接客設備でありながら一般形の区分が使われている。
客車については昭和30年代以降、新製車は静粛性が追求される夜行列車向け及び需要が限られる波動用の優等列車用以外製造されなかった。普通列車へは10系以前の客車（旧型客車）が長らく使用され、国鉄の現場などではこれを一般形客車と呼ぶことはあったが、正式な呼称ではなく座席配置や客室構造も急行形と同様なものであり、「通勤輸送に適した」車両と呼ぶには語弊があった。その後、電車化、気動車化されなかった、交流電化線区や非電化幹線の普通列車用に新製された50系客車が、客車としては唯一、一般形に分類されている。なお、客車には歴史上、通勤形や近郊形に分類される車両は製造されていない。
JR発足後は電車においても一般形の区分が使用されるようになり、近郊形と通勤形の機能を兼ねる車両の区分としても使われ、東日本旅客鉄道（JR東日本）ではE231系以後の普通列車用電車の区分としても使われている。その結果、一般形には大都市圏で使用されるものとローカル線で使用されるもので二分されたが、装備や仕様は大きく異なり、車両によって輸送力の差が大きく表れる車両区分である。
車両用途としては優等列車専用車両（特急形・急行形車両）との対比で一般的な普通列車での運用を主目的とした車両が一般形車両とされるが、あくまで特定の種別に供されることを目的としたわけではないので必ずしも普通列車のみに充当しているわけではない。例えば非電化ローカル線では準急や急行といった優等列車を設定しても準急・急行形車両において絶対数が不足したことや急行形車両は幹線で運用している客車列車を置き換えることが目的であったため、単行運転可能な車両が製造されなかったため、必然的に両運転台車が存在する一般形気動車を充当せざるを得なかった（詳細は遜色急行を参照）。普通列車の他に優等列車用の機能を兼ねる車両も一般形車両の一種である。北海道向けのキハ22形や汎用気動車と呼称されたキハ66・67形は普通列車だけでなく、急行列車にも使用され、キハ54形とキハ110系では優等列車向けの車内設備を持つ車両も製造されているが、系列内の一部が優等列車用という位置づけであるため、一般形車両にカテゴライズされている。

## 特徴

### 客車

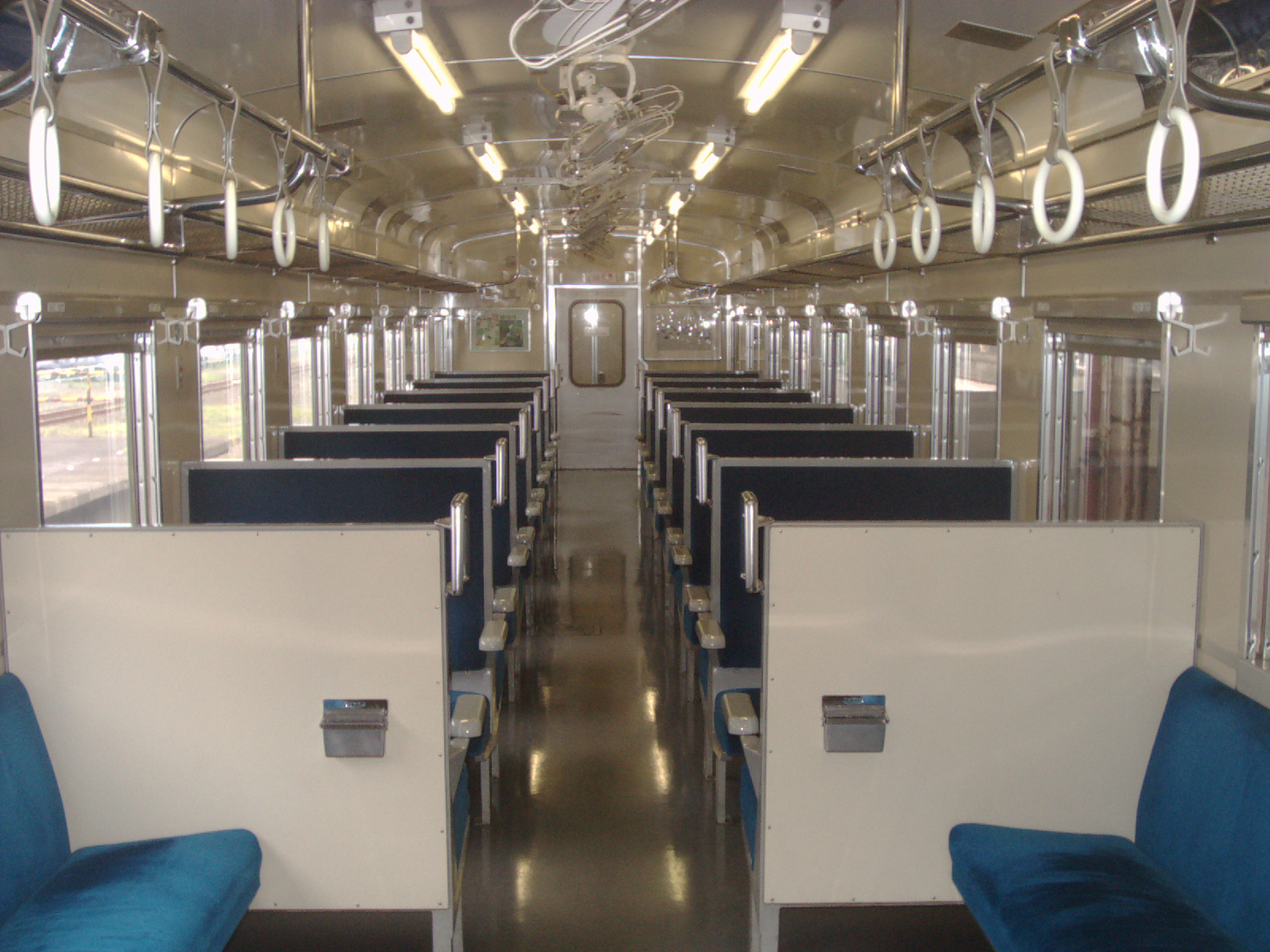
50系室内（写真は原型の設備をとどめるオハ510-1）

客車については長編成での使用が前提とされ、元来は長距離列車で使用するために登場したが、10系以前の客車には用途上の区分を定めていなかった。20系以降の客車（新系列客車）では列車用途により明確に区分するようになり、系列ごとに運用されるようになったが、静粛性を追求され、夜行列車への使用が主体となる特急形・急行形は製造されたが、普通列車への運用を主目的とする客車の製造には消極的であった。正式な意味で一般形に分類される客車の登場は遅く、50系については10系以前の客車のシステムを踏襲し、1両単位で管理されているが、自動ドアを採用したことから系列単位で使用することを前提としたため、新系列客車の範疇に入ることもあり、本系列の客車だけでまとめて組成することで旧型客車と併結することもでき、通勤輸送を主目的として設計されていたが、車内設備はデッキこそあるものの導入先である地方での実情に合わせて座席もセミクロスシートとしたため、通勤形でも近郊形でもない車両であることからこの区分に分類している。

### 気動車
普通列車用の気動車は元来、輸送量が小さい比較的閑散な支線区（いわゆるローカル線）で使用するために登場した。総括制御が可能な液体式気動車の実用化後は汎用性も追求されたため、弾力的な車両運用に対応できるよう1両単位で管理され、運転台付きが原則であり、中間車については需要が限られることと使い勝手が良くないことから日本では編成単位で使用することが多い特急形を除いてあまり普及していない。
室内は着席利用と通勤輸送の兼ね合いからそのほとんどが2ドア及び3ドアセミクロスシート（またはロングシート）で製作されている。優等車については需要が限られるため、一般形気動車においては普及していない。

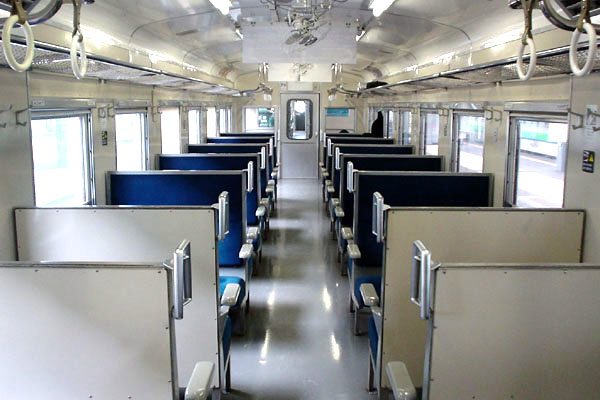
キハ40系室内（セミクロスシート）
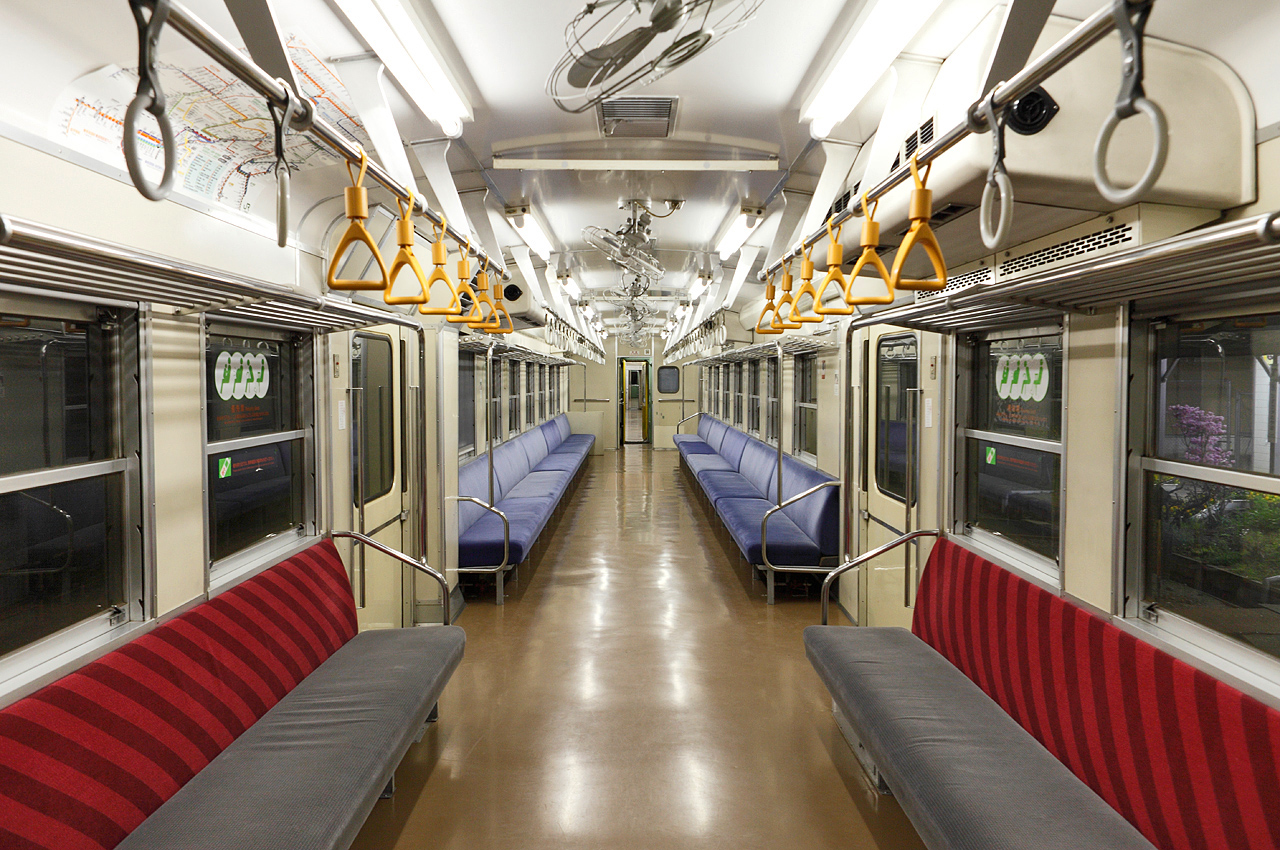
キハ37形室内（ロングシート）
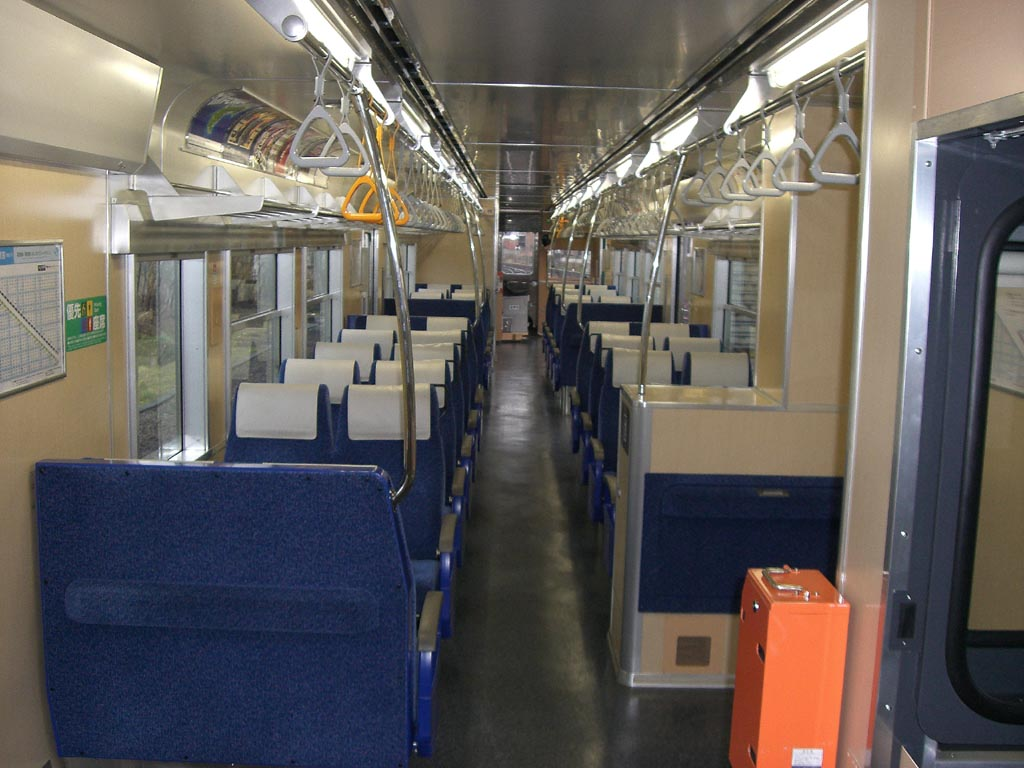
1500形室内（転換クロスシート）

### 電車
普通列車用の電車については首都圏・関西圏いった大都市圏への導入が優先されたため、通勤形と近郊形に用途を二分していたが、明確な意味で一般形の概念を採用した車両は存在しなかった。JR発足後は一般形に分類される車両も登場しているが、電車では大都市圏向けと地域輸送向けに二分され、装備や仕様が大きく異なっている。
大都市圏向けのものについては4ドアロングシート及びセミクロスシートで製作されている。一方、その他の地域ではそのような混雑線区を有さないため、単純に地方の地域普通列車輸送に供するための電車として解釈され、2ドアもしくは3ドア（セミ）クロスシートで製造されている。

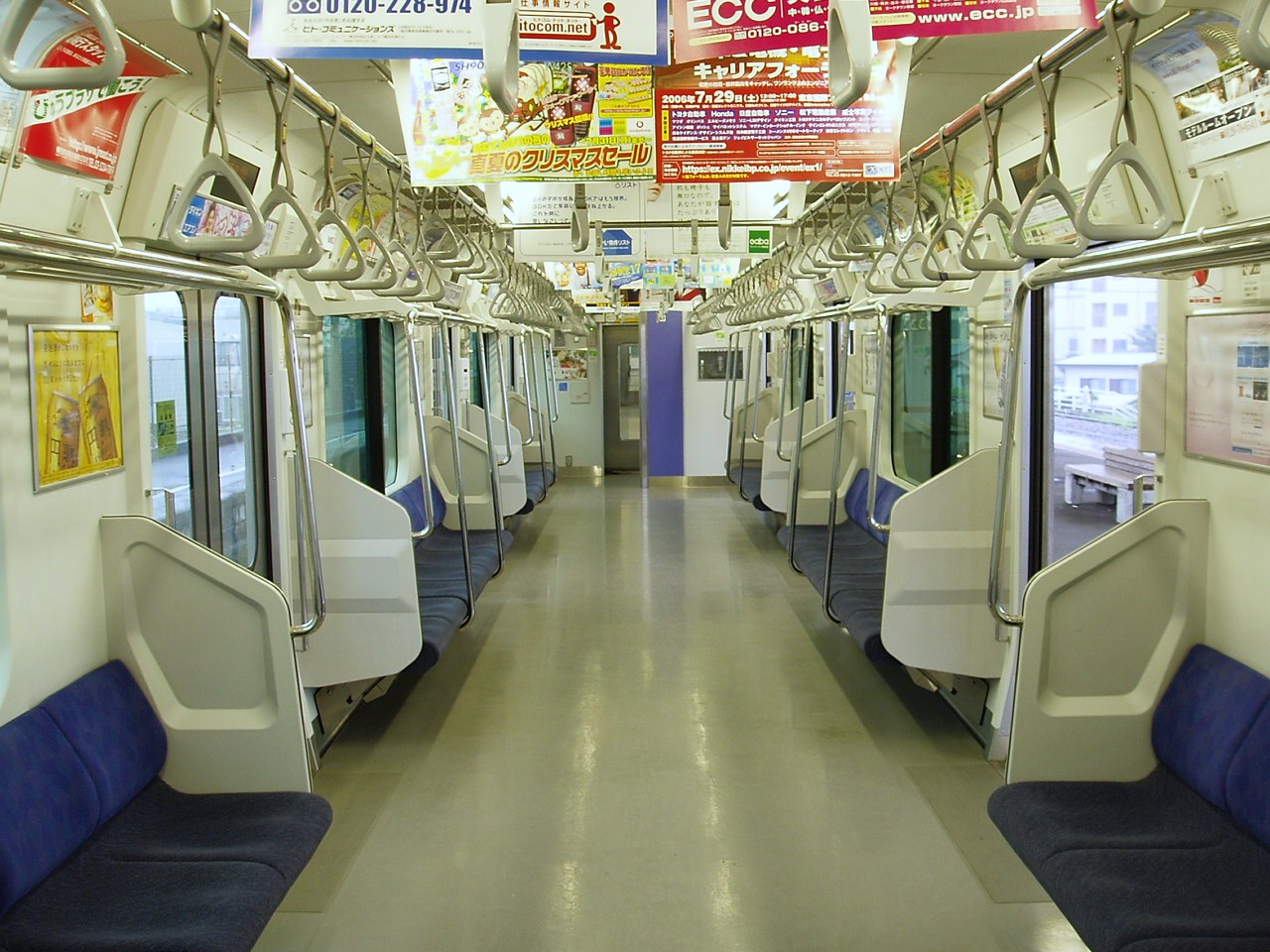
E231系 近郊タイプ ロングシート車室内
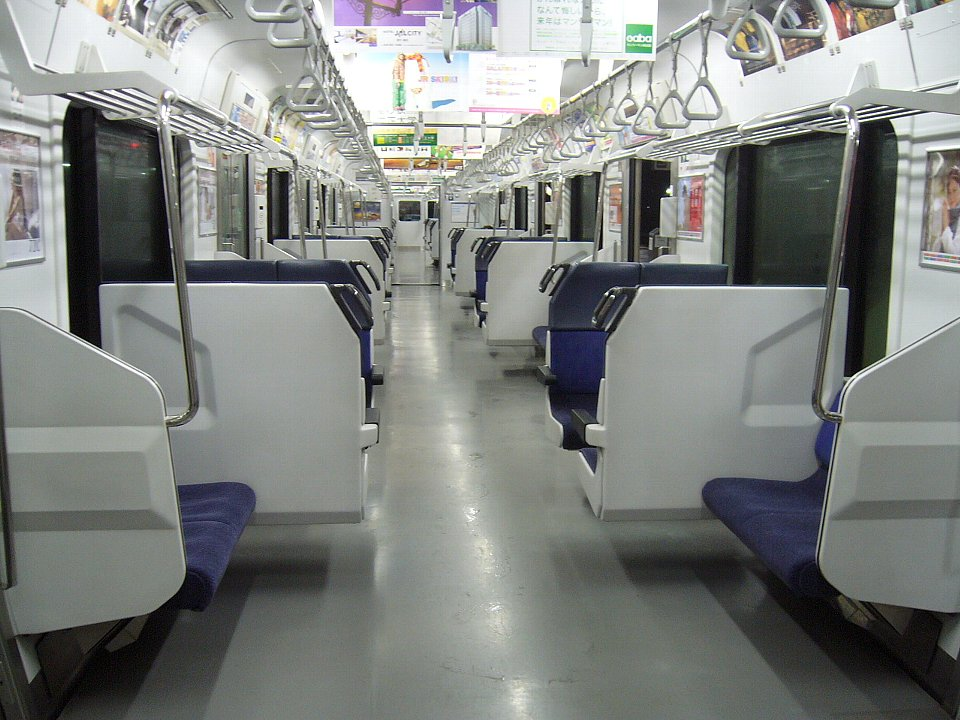
E231系 近郊タイプ セミクロスシート車室内
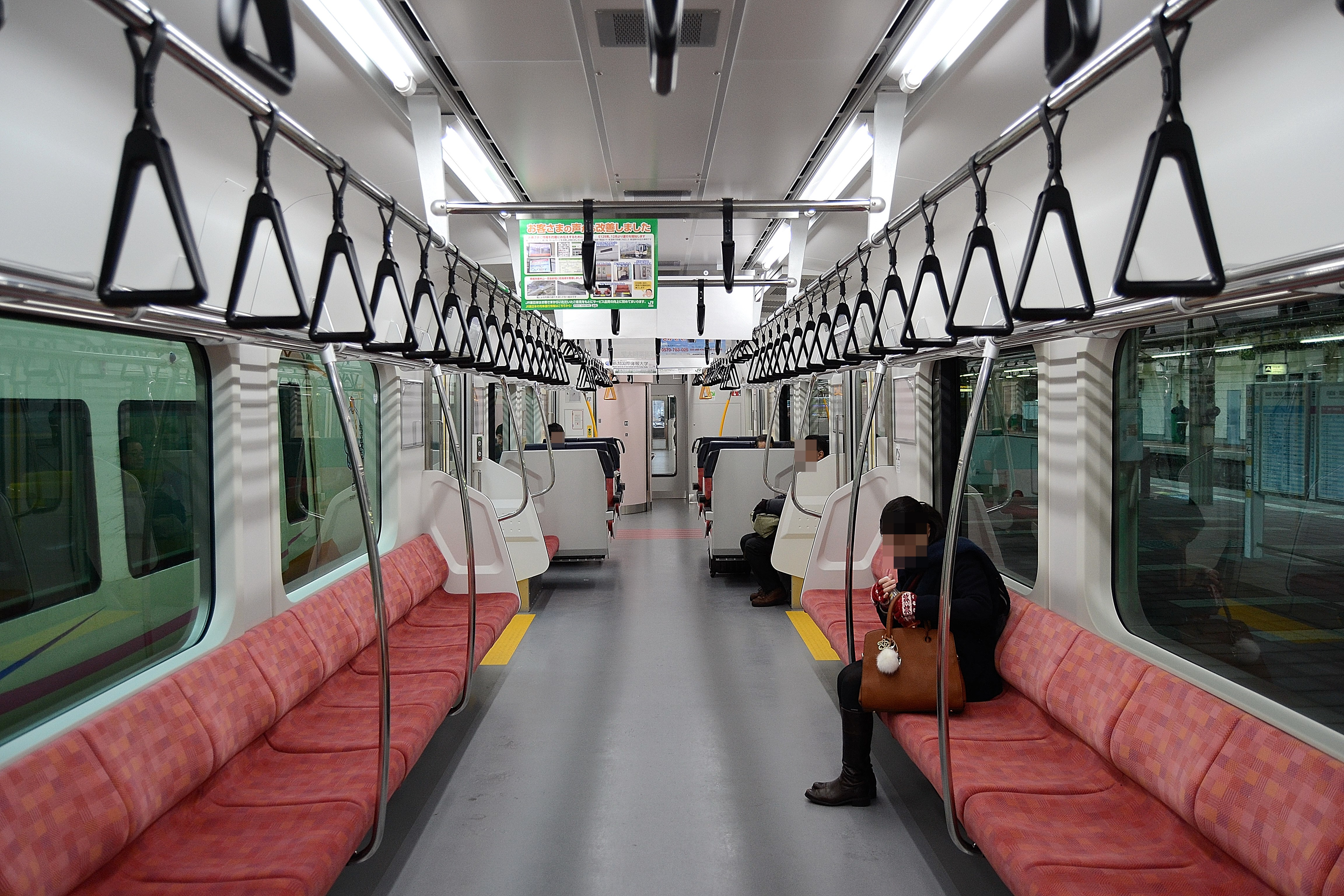
E129系室内
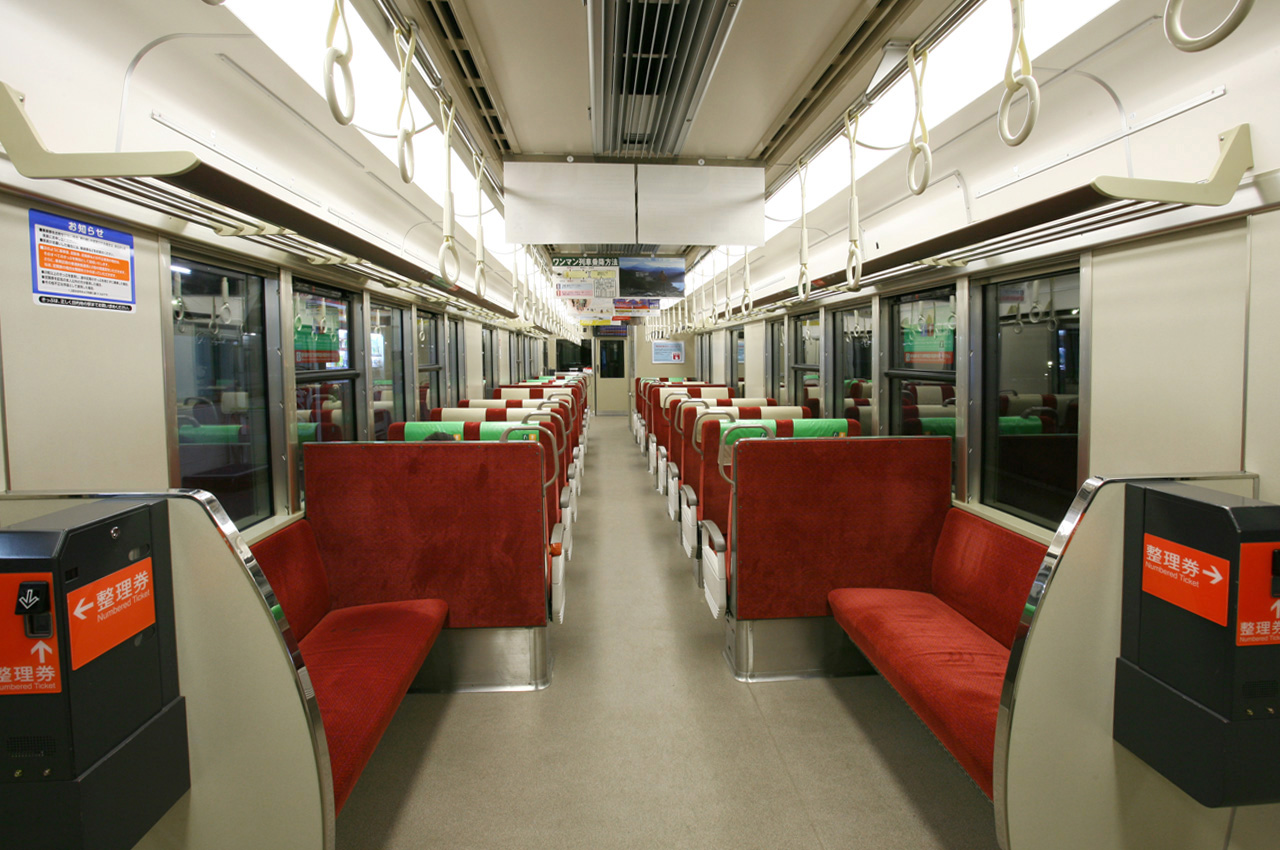
125系室内

## 歴史

### 昭和20年代までの普通列車用気動車・客車
戦前の気動車は機械式で単行での運用が基本とされていた。キハニ5000形が最初とされる。キハ41000形で実用化され、キハ42000形で大型化された。
戦時中には多くの地方私鉄が国有鉄道に編入され、多くの買収気動車が国鉄に車籍編入されたが、規格が統一されていないことから使い勝手が悪く、買収気動車は1950年（昭和25年）頃までに淘汰された。
客車については国有化以前に製造された客車および鉄道国有化後製造であっても、車両標準化以前の旧式構造を継続して1911年頃まで製造された客車は雑型客車と呼ばれ、1910年以降製造の、鉄道院/鉄道省/国鉄制式形式の客車は制式客車と呼ばれるが、使用の区別が明確でなく、雑多であったことから国有化以後から10系以前に製作された客車も含めて雑型客車と呼ばれることがあるが、10系以前の客車を雑形客車と呼称するのは誤りである。終戦後までは展望車など一部を除いて優等列車用と普通列車用の明確な区別がなく、普通列車用の客車は終戦後の車両不足に対処する形で戦災を受けた客車や電車の台車・台枠・鋼体を再利用して車体のみを新製した戦災復旧車である70系が製作されたが、室内は必要最小限の設備を設けた程度でその車内設備の悪さから早い内に荷物車などに改造され、後に救援車などの事業用車に再改造されたりした。また、木造客車も未だに在籍していたため、木造客車の台枠や台車、連結器などを再利用し、鋼製車体を新製した鋼体化改造車である60系が製作されたほかは優等列車への後継車両の増備や置き換えで捻出した中堅車や古参車が普通列車に充当されていた。これは客車の新車は優等列車への投入が優先されたためである。

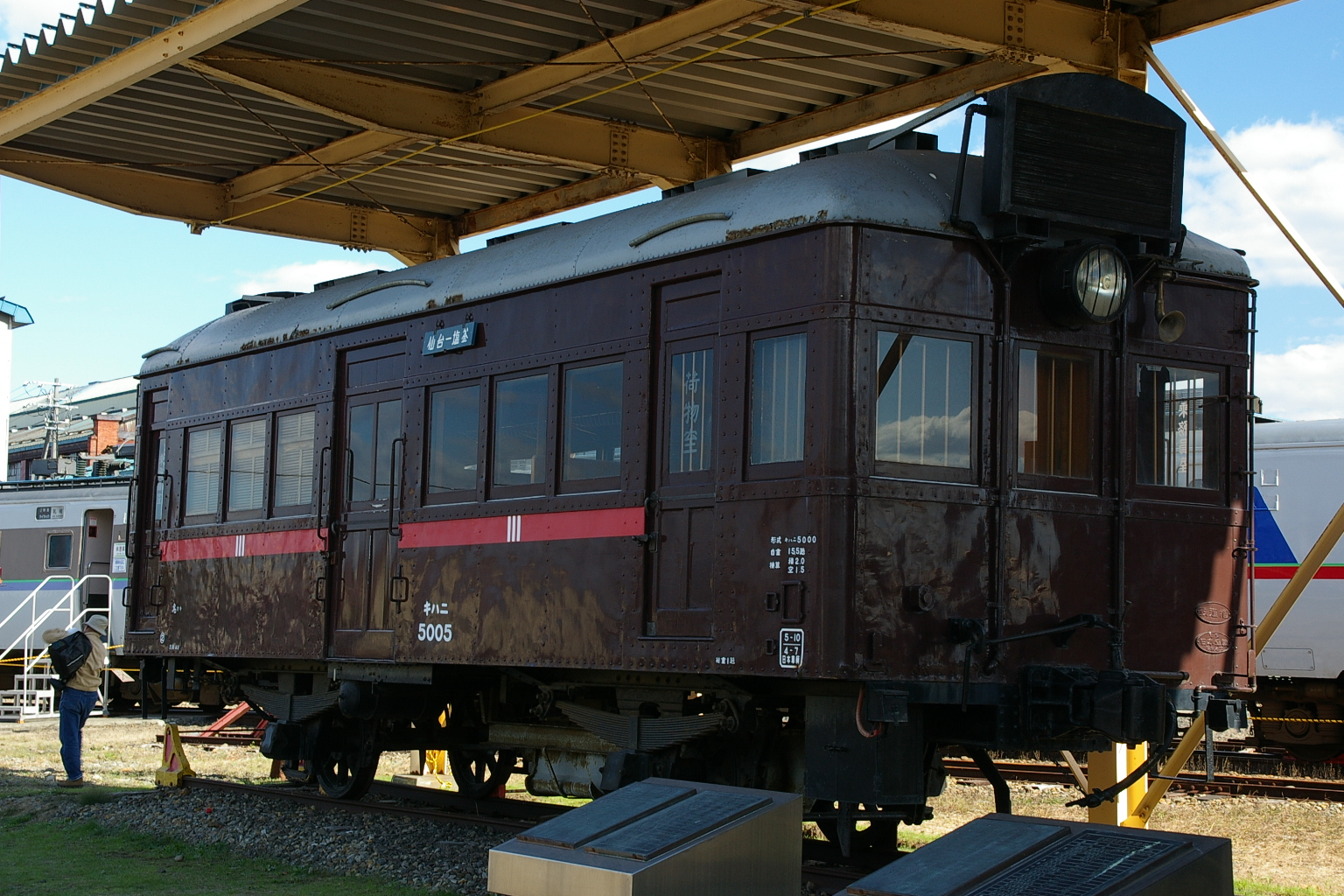
キハニ5000形
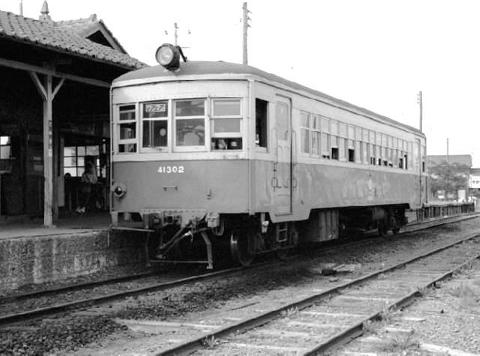
キハ41000形（写真は関東鉄道への譲渡後）
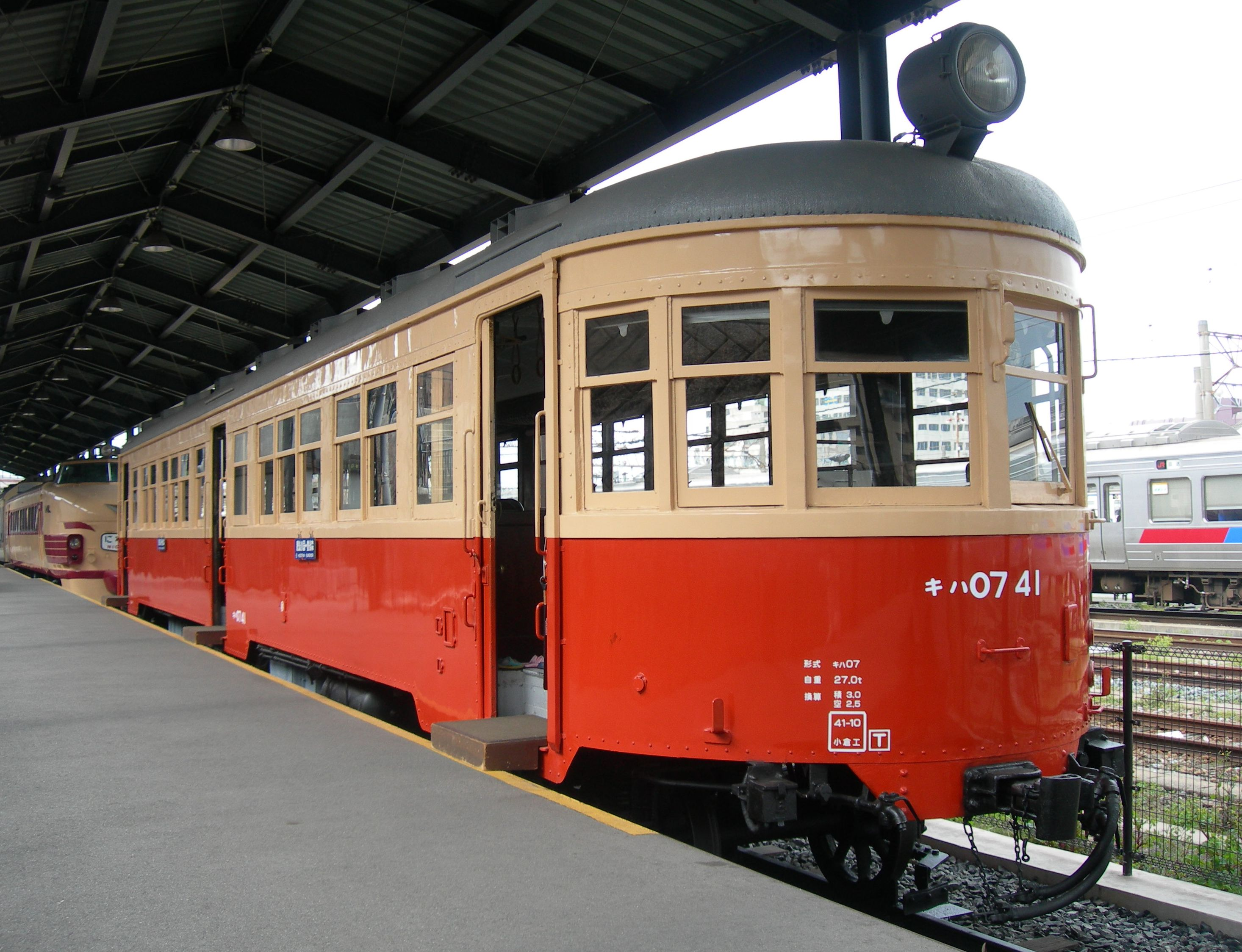
キハ42000形
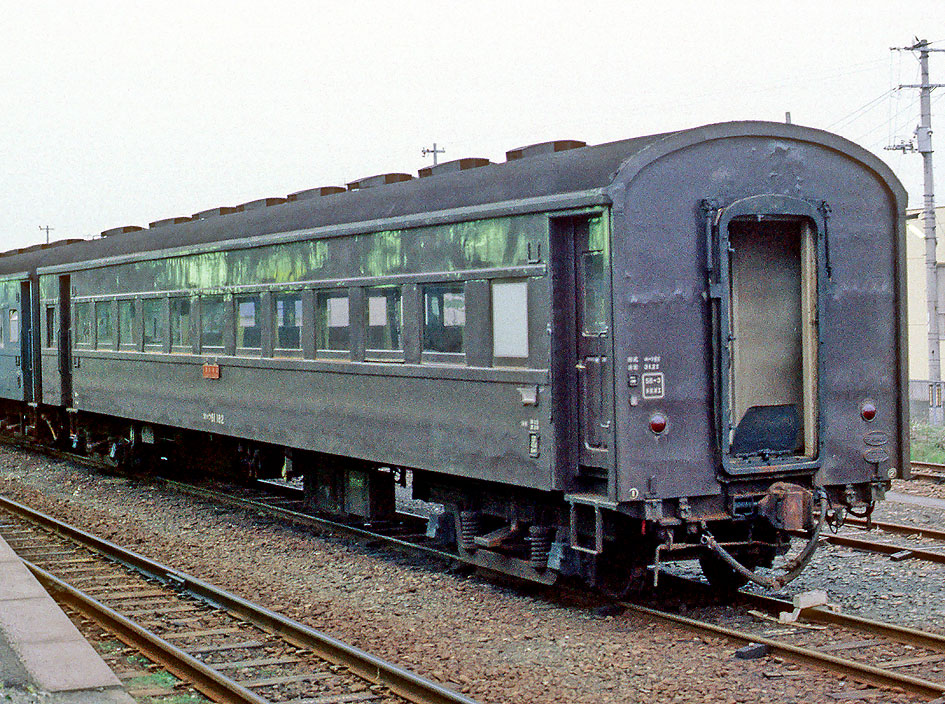
オハ61系

### 液体式気動車の実用化
戦時中は燃料統制で製作が行われなかったが、戦後においては輸送量が増加し、気動車においても2～3両編成での運用も増えたことから総括制御できる気動車として電気式気動車と液体式気動車が製作された。電気式においてはキハ44000形・キハ44100形・キハ44200形、液体式においてはキハ44500形が製作されたが、液体式が実用化され、これを基にキハ10系が製作され、本格的に量産化した車両であった。本系列以後の一般形気動車は特急形や民営化後の新系列気動車など一部を除いて互換性が重視され、他系列との併結も考慮されている。制御系統・制動装置などについては通勤形や急行形も一般形と同一とされたため、実際、急行形や通勤形との混結も多かった。電気式として製作された車両も液体式に改造されたが、貫通路がないため使い勝手が悪く、中間車も含めて次第に郵便・荷物車やその合造車に改造されていった。
1950年代半ばまでは普通列車用しか製作されなかったため、用途分類の概念は特になかった。
1956年には優等列車で使用することを前提とした気動車として準急形気動車であるキハ55系が登場し、それ以降に製作された優等列車向け（特急形・急行形）気動車との対比と区別する必要が生じたため、便宜的に一般用の表現が使われたが、キハ20系以前の気動車はキハ10系の一部を除いて扉付近にロングシートがあるものの、扉が片開き式で狭く、必ずしもラッシュ時の使用に適した車両とは言えなかった。

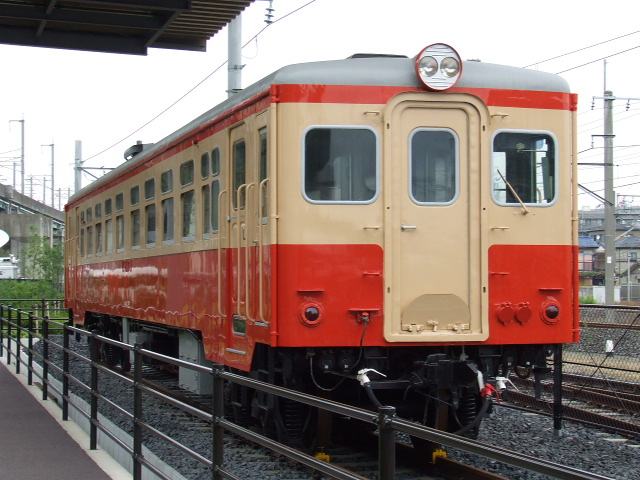
キハ10系
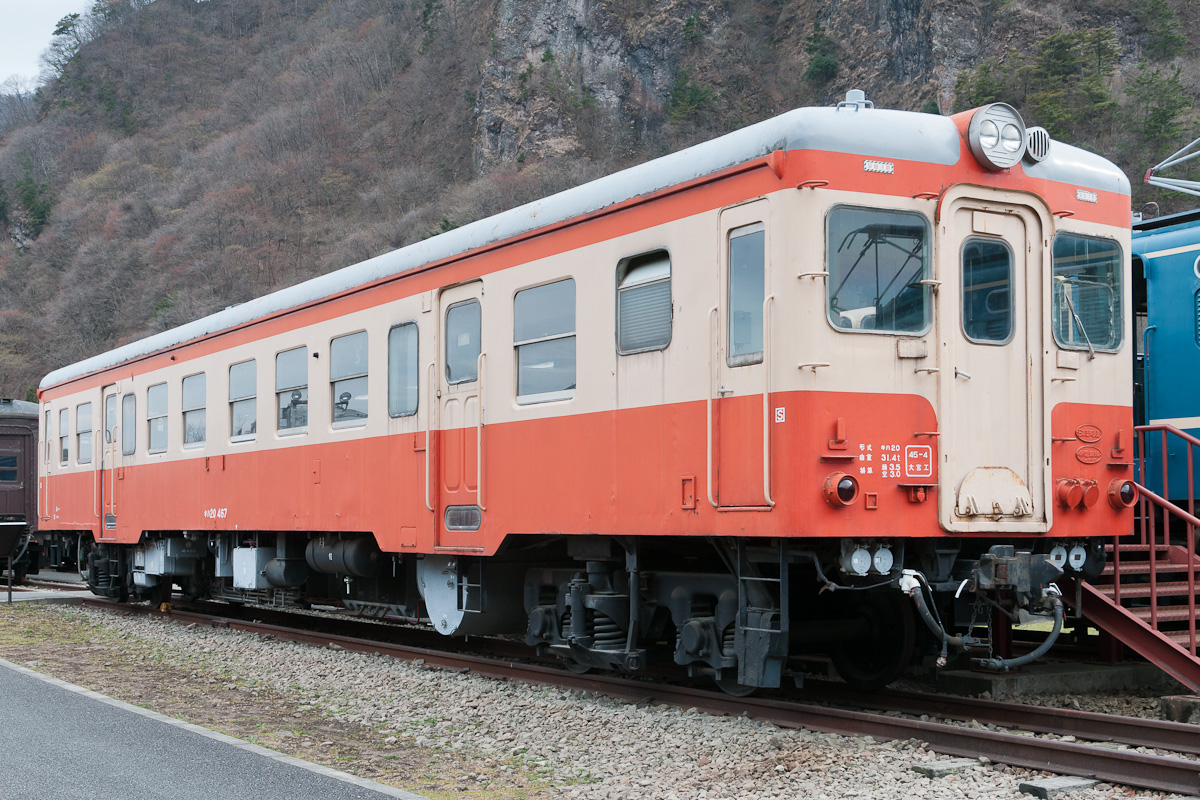
キハ20系

### 実態に合わせた変化
使用地域の輸送事情に適合させる例が登場し、閑散線区においてはレールバスであるキハ01・02・03形が投入されたが、車体の小ささから乗車定員が少なく、総括制御ができないことによる増結運転の難しさや耐用年度の低さなどから1968年（昭和43年）までに全廃されている。
1958年には北海道向けにキハ22形が登場した。本形式以降の北海道向けの一般形気動車は国鉄末期まで二重窓とデッキ付きで製作され、急行列車にも使用されていた。
気動車が不足していた時期にはそれに対応するため、オハ62系客車から改造したキハ40系（初代。後のキハ08系）が製作されたが、改造コストの問題で大量製作に至らず、出力不足や使い勝手の悪さから1970年（昭和45年）までに全廃されている。
1961年（昭和36年には）通勤輸送を目的とした3ドアロングシート車であるキハ35系が製作された。1966年（昭和41年）には前述のキハ35系との折衷タイプとし、近郊形に相当するキハ45系が製作され、キハ45系は通勤形と一般形の中間に位置づけられたことから名目上は近郊形に位置づけられることもあるが、一般形の一種でもあり、北海道向けを除いて両開き扉を採用した点からすれば通勤輸送にも適した車両といえる。当時は気動車が過剰状態であったことと電化を推進する方針としたことから大量製作には至らなかったものの、その後の一般形気動車や2ドア近郊形電車に影響を与えた。
一般形気動車は1970年（昭和45年）以降製作が行われなかったが、昭和50年代に入るとキハ10系の老朽化が深刻になっていた。また、客車においても新系列客車（20系以降）登場以後は動力近代化の取り組みで波動用車両と静粛性を追求される夜行列車を除いて動力分散方式の移行を推進したことから普通列車用の客車は長らく新製されず旧型客車が使用され、老朽化や手動ドアによる安全性の問題、電車や気動車に比べて陳腐化していた。
1975年（昭和50年）には大出力エンジンに広幅車体、転換クロスシートを採用し、一般形気動車としては初の冷房車であるキハ66・67形が九州地区に投入された。両開き扉や転換クロスシートを採用した点や近郊形電車である117系や115系3000番台に近似する点に着目すれば近郊形とされるが、本形式は急行列車から普通列車に至るまで幅広い運用にも視野を入れて設計され、近郊形でも急行形でもないことから汎用気動車と呼称されたが、本形式は扉付近にロングシートがあり、両開き扉であることから通勤輸送にも適していることからこの概念を採用している。軸重制限の問題からその後の製作は行われなかった。
1977年（昭和52年）にはキハ10系の置換え用としてキハ40系が製作された。1982年（昭和57年）までに製作され、大型車体の割には出力が非力なものであったが、分割民営化後に高出力エンジンに載せ替えた車両もある。同時期に客車では通勤輸送に難がある旧型客車置き換え用として50系が製造され、機関車の有効活用と製造コスト面で有利なことから大量に投入され、交流電化線区や非電化幹線を中心に導入されたが、分割民営化後は機関車の付け替えを必要としない動力分散方式に移行すると淘汰の対象とされ、廃車もしくは気動車に改造されたりした。
1983年（昭和58年）には直噴式エンジンを採用したキハ37形が製作されたが、ロングシートにしつつも通勤輸送と閑散時に考慮した設計としたことからこの概念を採用したが、試作的要素が強かったことと特定地方交通線廃止の取り組みで気動車の新製が抑制されたことから少数派に留まった。1986年（昭和61年）にはキハ35系の後継車として3ドアロングシート車であるキハ38形が登場したが、こちらも少数派に留まっている。国鉄末期にはバス用の部品と廃車発生品の台車を使用し、ワンマン運転にも視野を入れ、地域密着形としたキハ31形・キハ32形・キハ54形が登場した。一般形気動車は輸送量が小さい線区への導入が多かったため、国鉄時代は一般形の高出力車両は一部を除いて製作されず、基本的な性能は国鉄分割民営化直前まで変更がなかった。

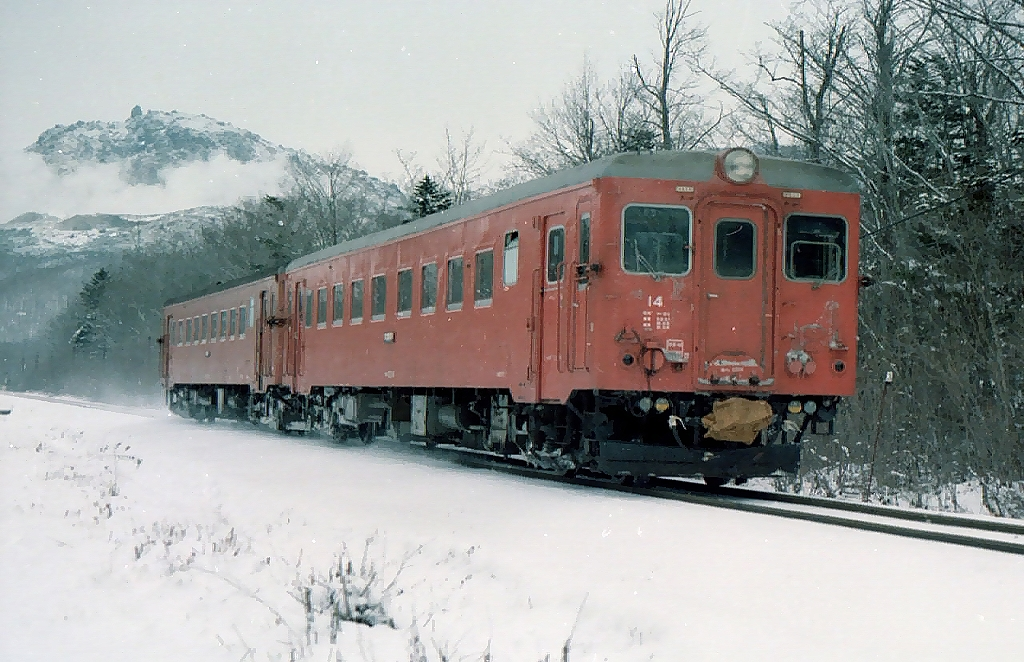
キハ22形
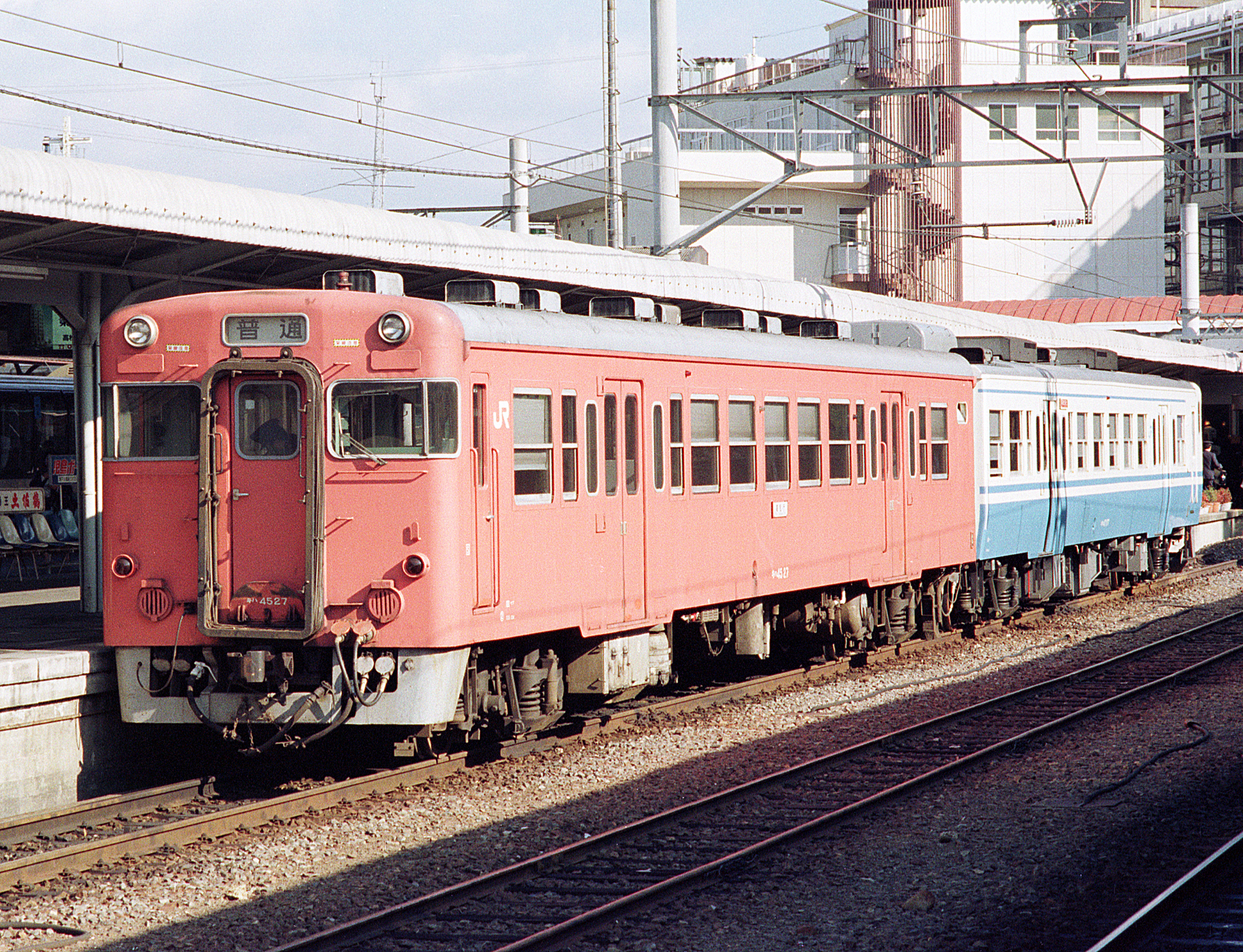
キハ45系
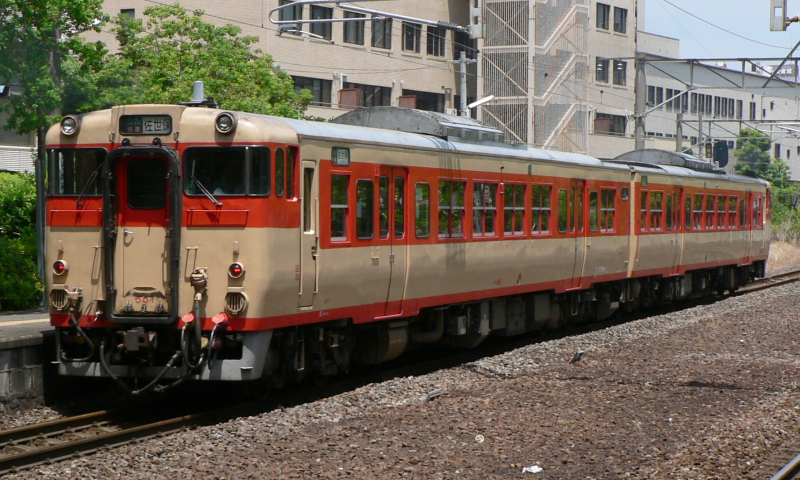
キハ66・67形
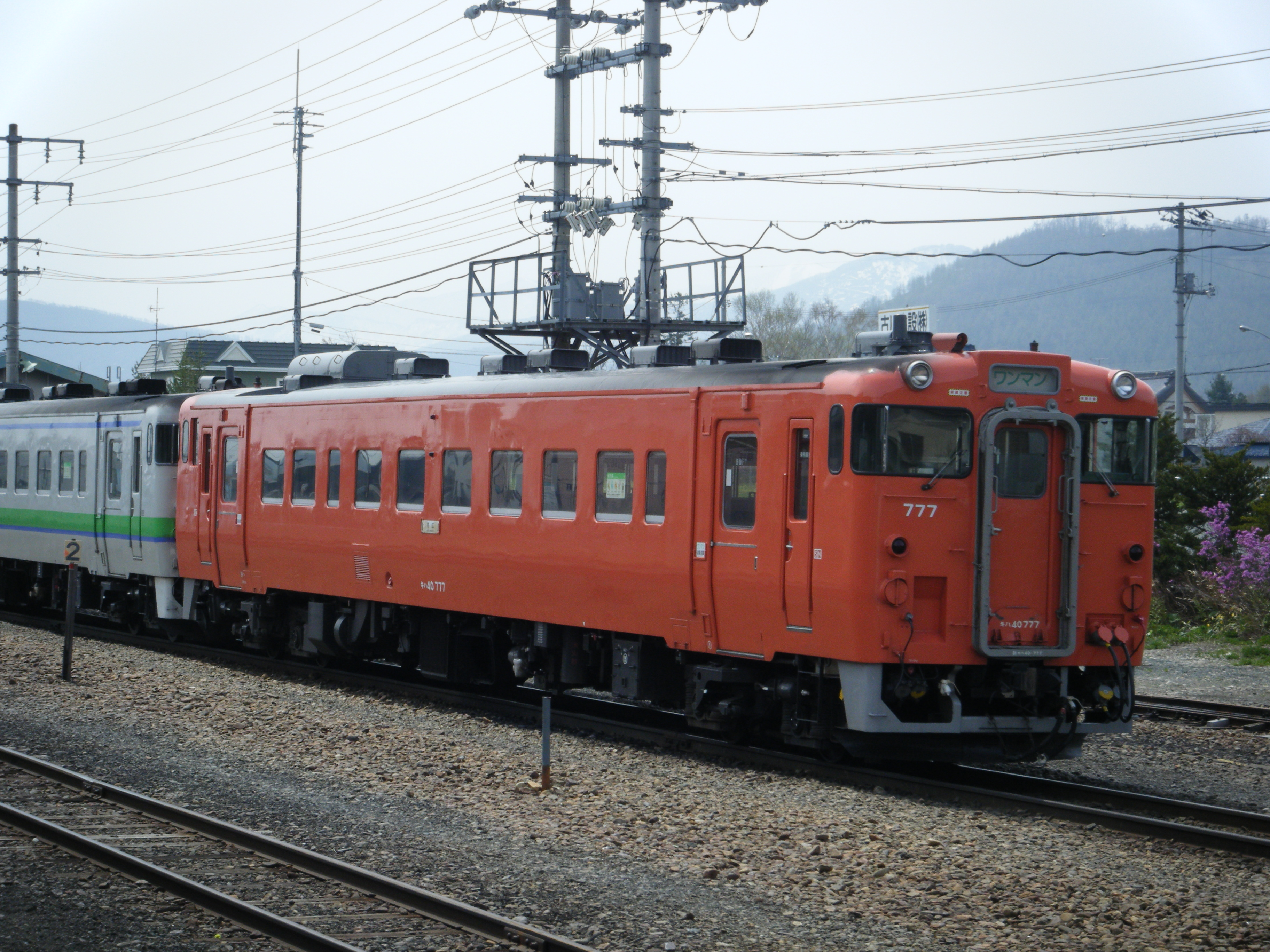
キハ40系（700番台）
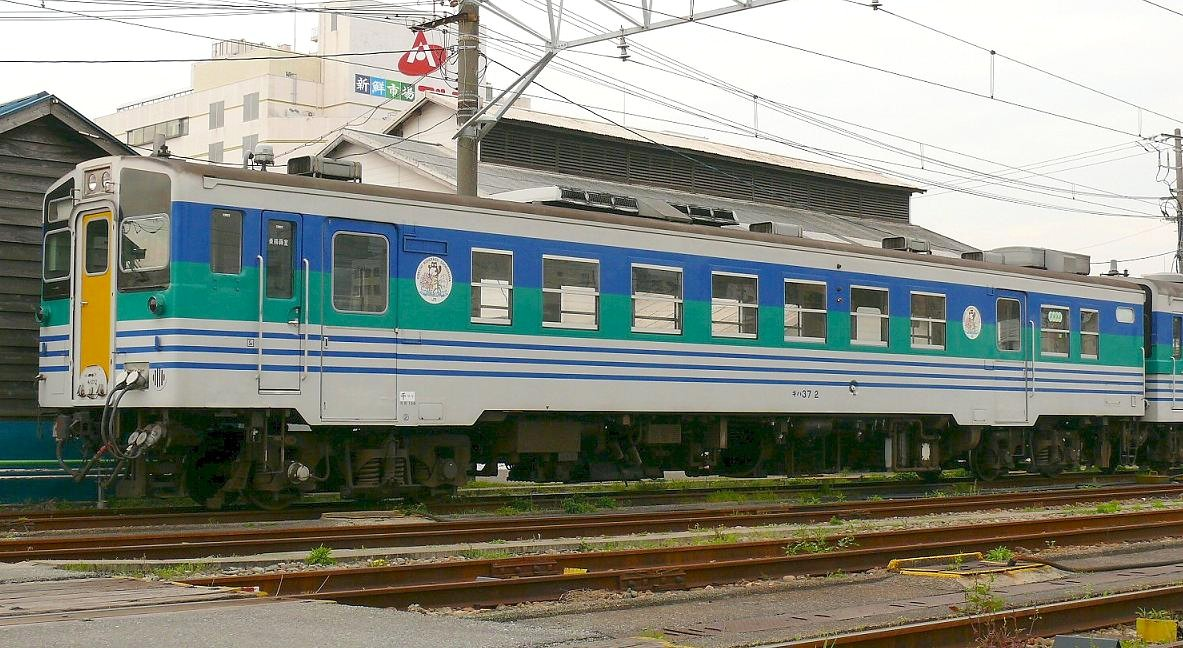
キハ37形
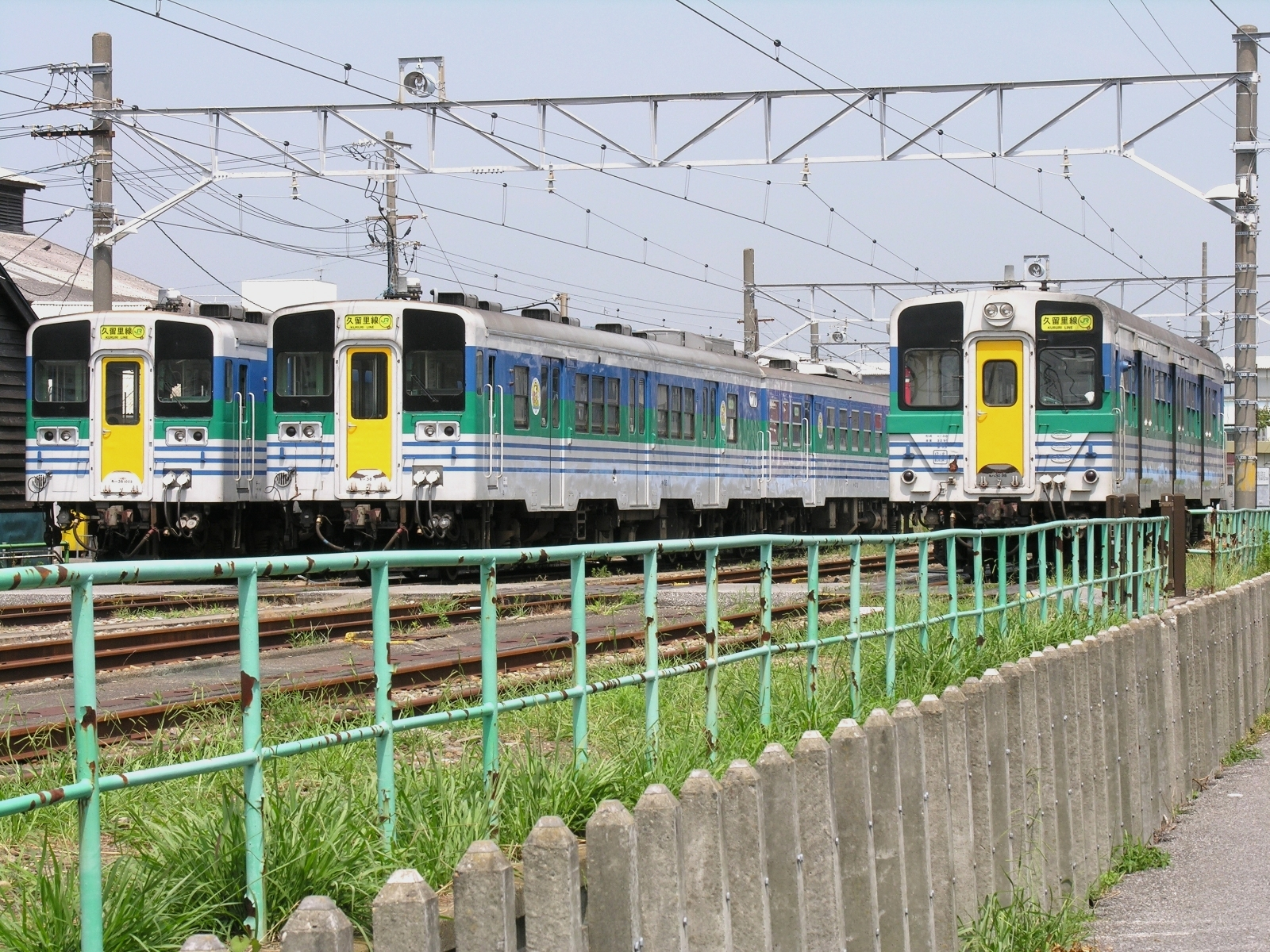
キハ38形（左、中央）とキハ30形
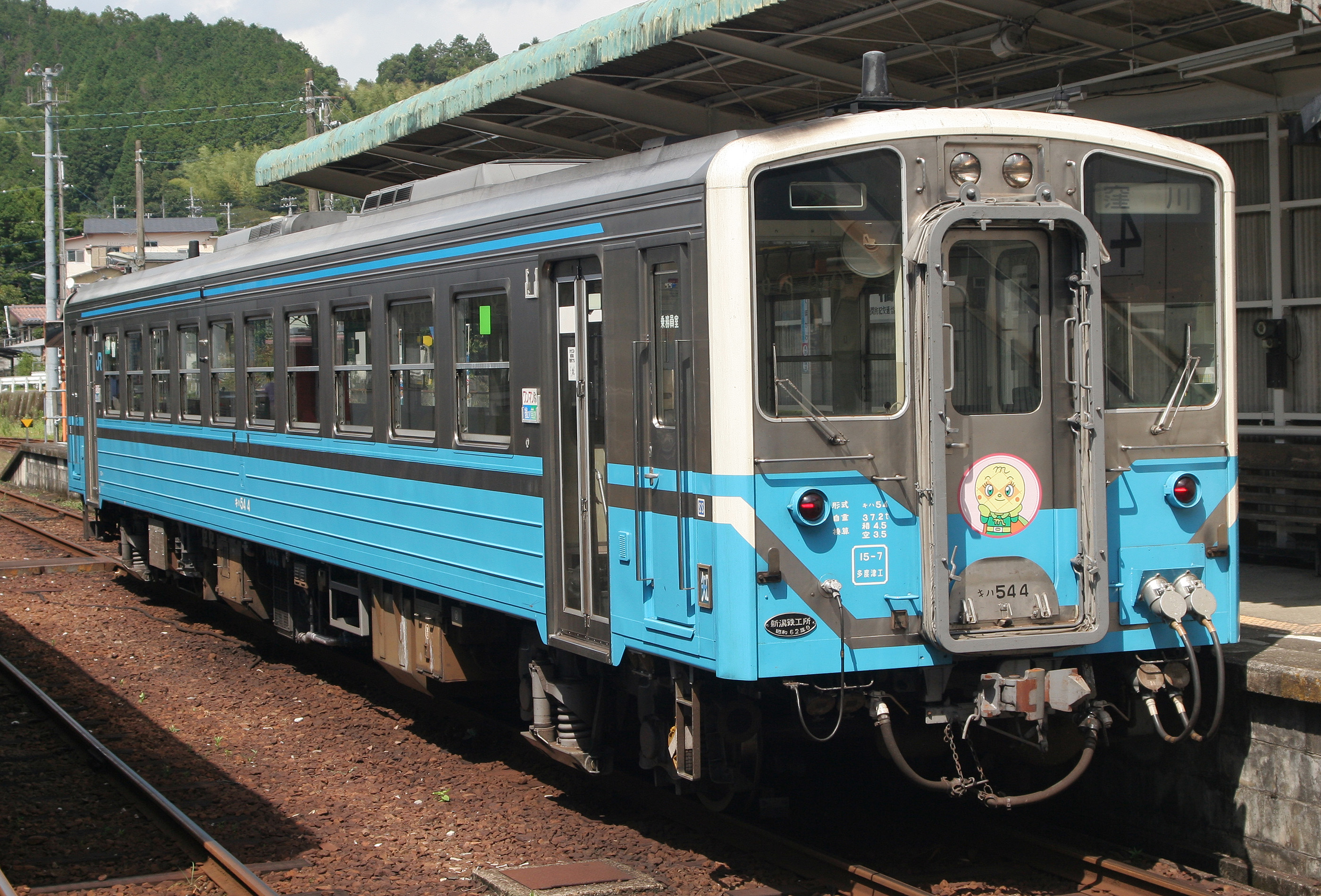
キハ54形

### JR発足後の一般形気動車
国鉄分割民営化後は気動車においては国鉄継承の車両は陳腐化に対処するために塗色変更や更新工事を施したり、路線の実情に合わせてワンマン化した車両も登場したが、キハ20系・45系などは非冷房車が多い上に老朽化し、キハ45形に至っては片運転台で使いづらいこともあり、これら気動車の置き換え用としてローカル線向けにワンマン運転にも対応し、一般形にも高性能な新系列気動車が製造され、性能面では電車に近づいた。ブレーキ装置においては電気指令式ブレーキが採用され、連結器も密着連結器を採用した車両も登場するなど、在来車とは互換性がなくなり、運用も新系列気動車と在来車で明確に区別されるようになる。北海道旅客鉄道（JR北海道）ではキハ150形、東日本旅客鉄道（JR東日本）ではキハ100・110系、西日本旅客鉄道（JR西日本）ではキハ126系・キハ127系、四国旅客鉄道（JR四国）では1500形などが製作された。
地方都市圏では通勤輸送にも適した3ドア車も製作された。四国旅客鉄道（JR四国）では1000型が製作され、クロスシートとロングシートの配置を工夫し、適度な収容力を確保した。東海旅客鉄道（JR東海）のキハ75形・キハ25形や九州旅客鉄道（JR九州）のキハ200系のように快速列車の使用にも視野を入れた転換クロスシート車も製造された。JR東日本でもセミクロスシートとしたキハE130系が製作された。
ローカル線ではNDCシリーズを基本とした車両が導入され、JR北海道ではキハ130形・キハ160形、JR東海ではキハ11形、JR西日本ではキハ120形、JR九州ではキハ125形が製造された。キハ130形・キハ160形を除いてコスト面からトイレなしで製造されたが、乗車距離の長い線区でも使用されたことが問題となり、キハ120形とキハ125形では後年トイレが設置され、キハ11形では300番台でトイレを設置し、その他の番台についてはキハ25形に置き換えている。
客車から改造した気動車も再び製作され、JR西日本ではオハ50形からキハ33形が製作されたが、種車の関係で改造コストが掛かり、2両で製作が打ち切られた。また、12系客車からはキサハ34形が製作され、氷見線で使用されたが、早い時期に廃車となっている。JR北海道ではオハフ51形からキハ141系が製作されたが、こちらは種車が必要最小限の改造で済むことから客車改造車としては多く製作された。
2000年代以降は環境保護の観点から環境対策がなされた気動車が製作され、JR東日本ではハイブリッド化したキハE200系が製作された。この概念は観光用ジョイフルトレインであるHB-E300系や3ドア車であるHB-E210系にも受け継がれた。JR四国では環境負荷を軽減した1500形が製造された。

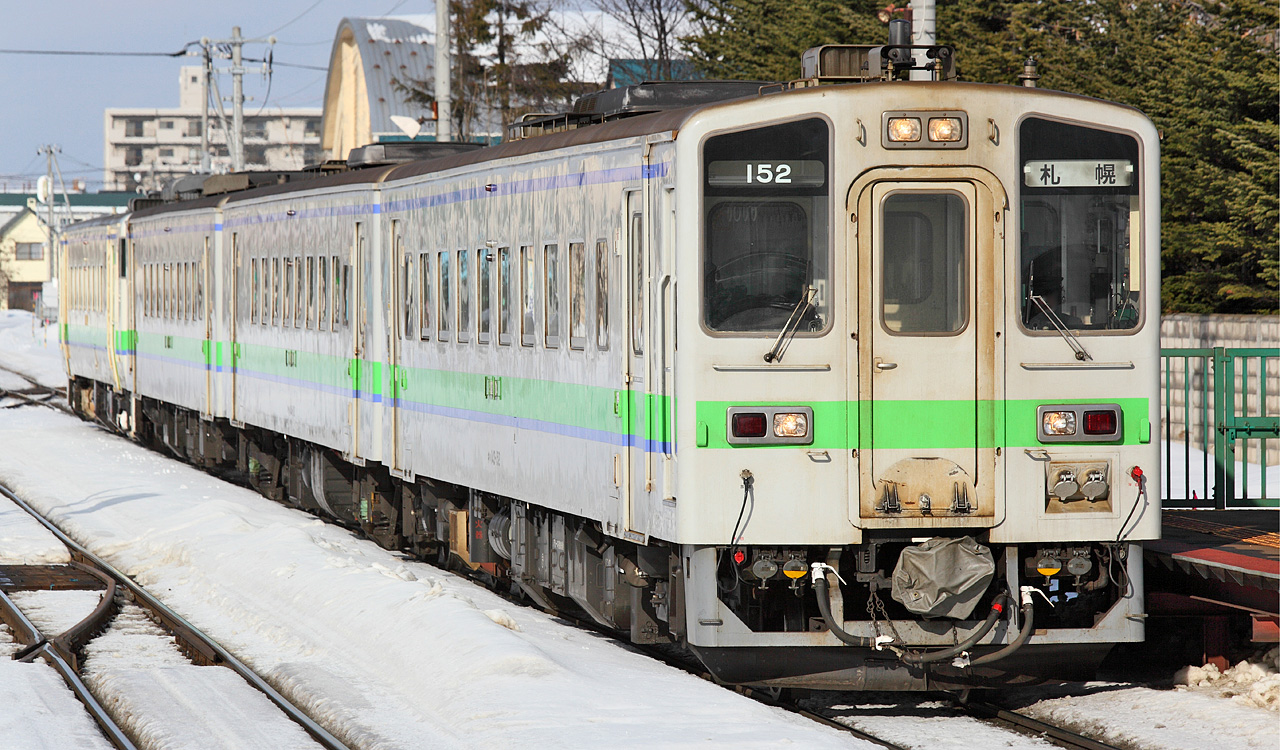
キハ141系
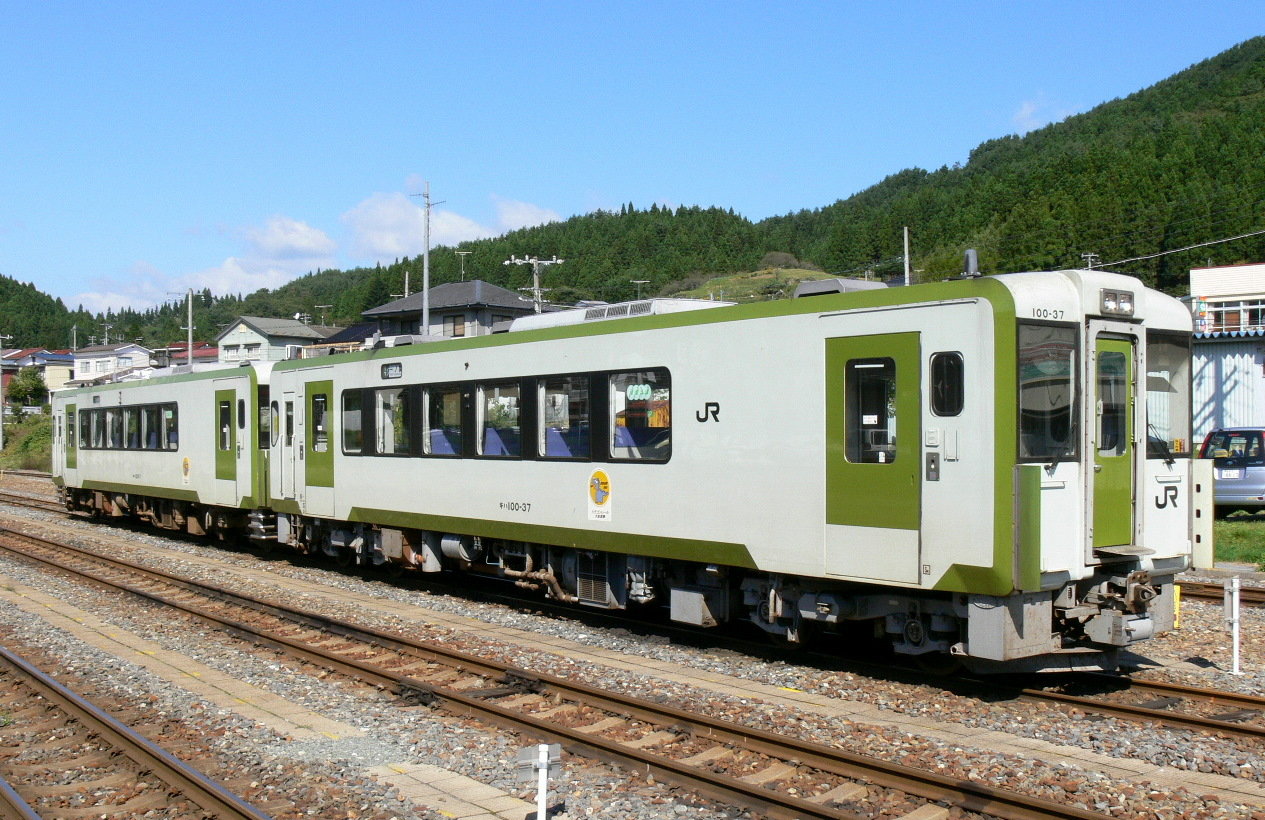
キハ100系
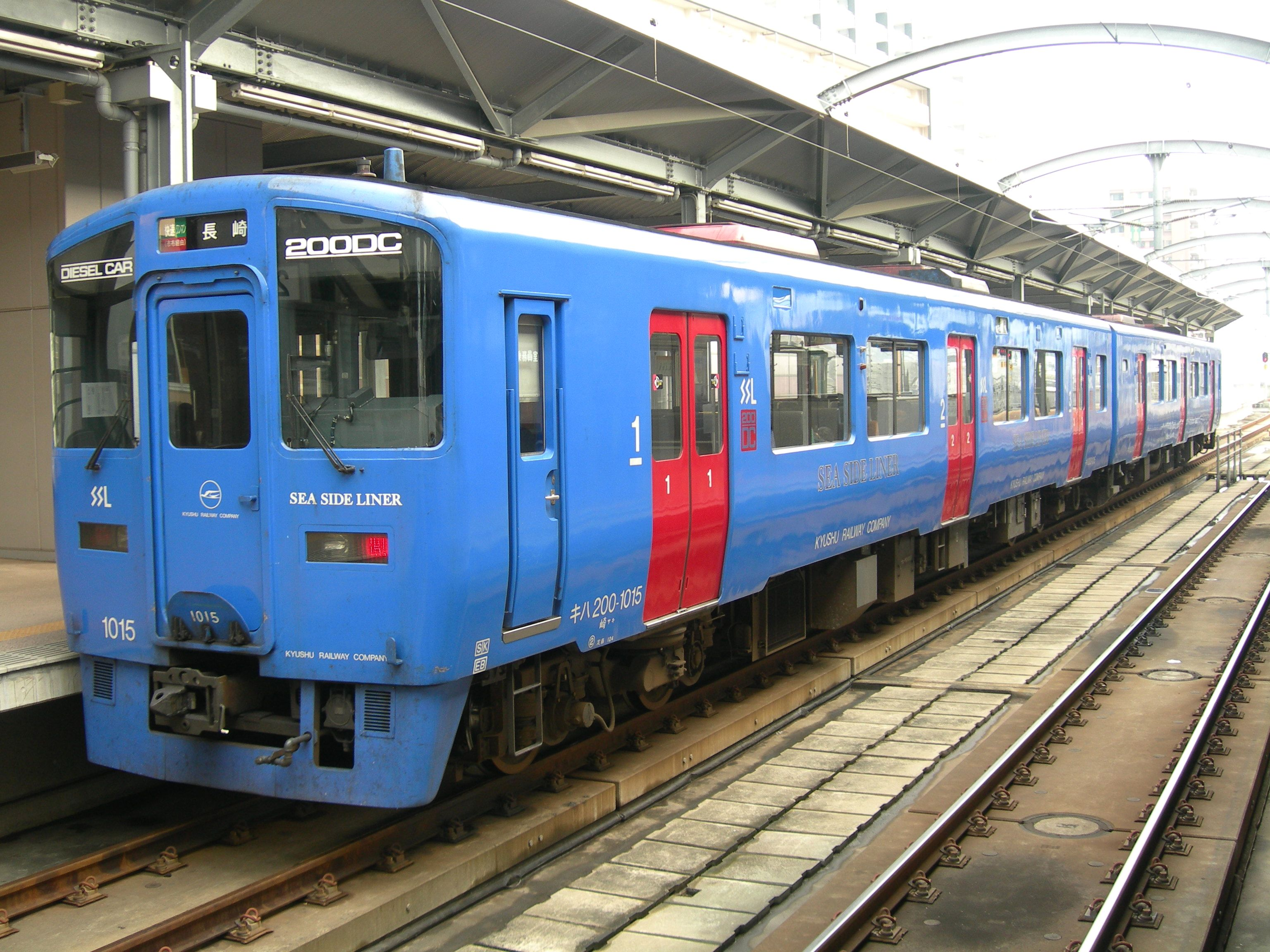
キハ200系
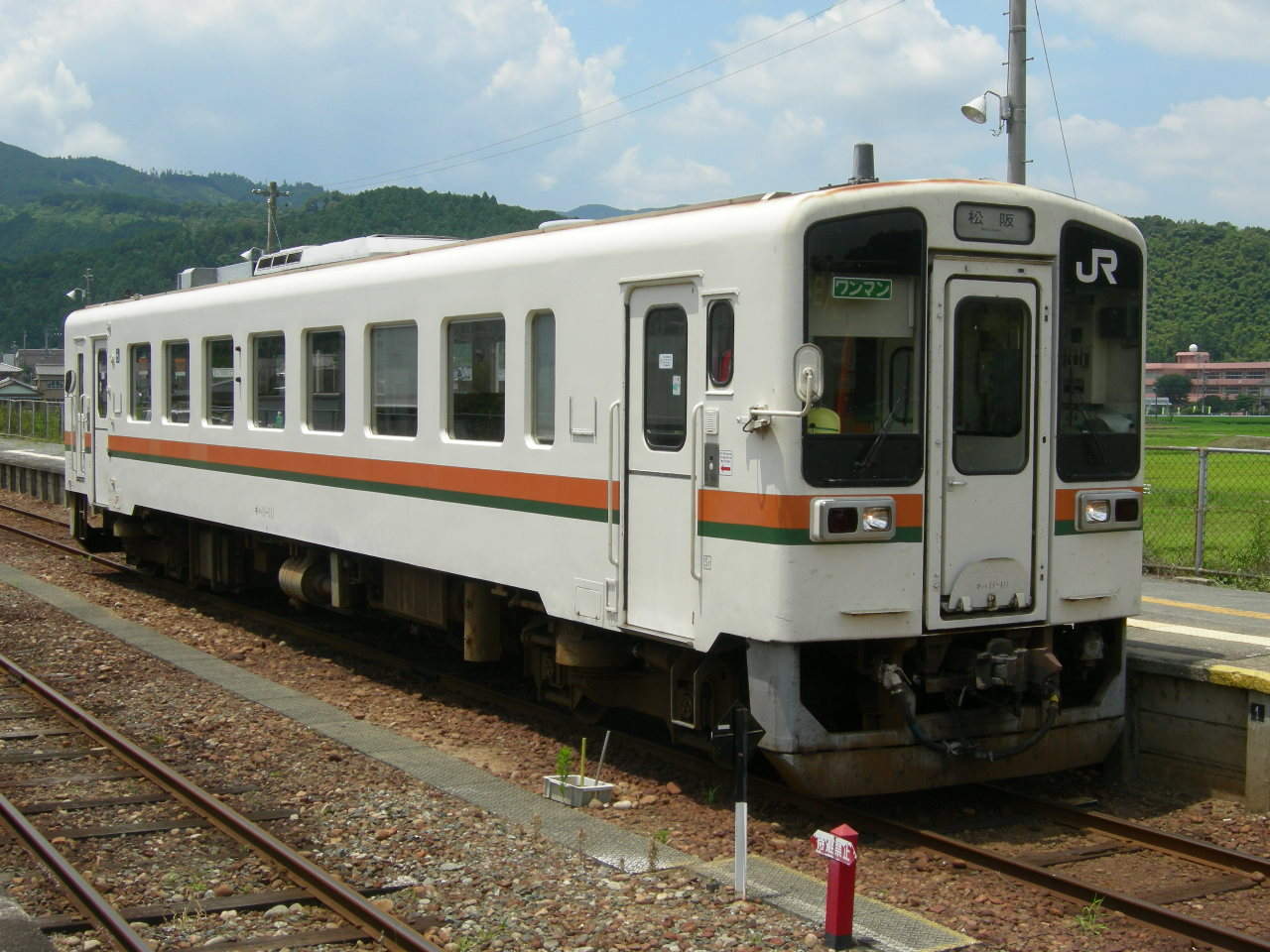
キハ11形
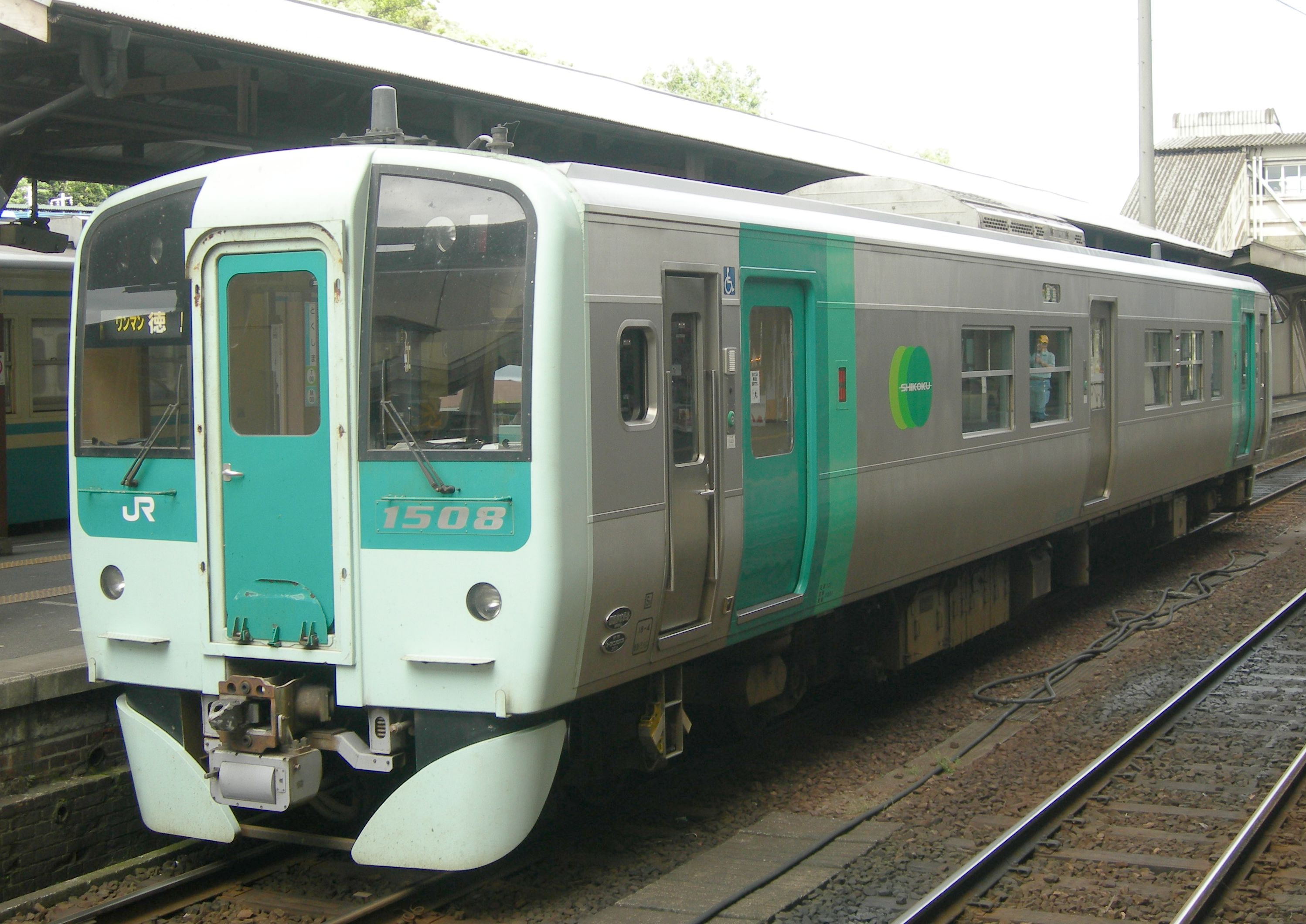
1500形
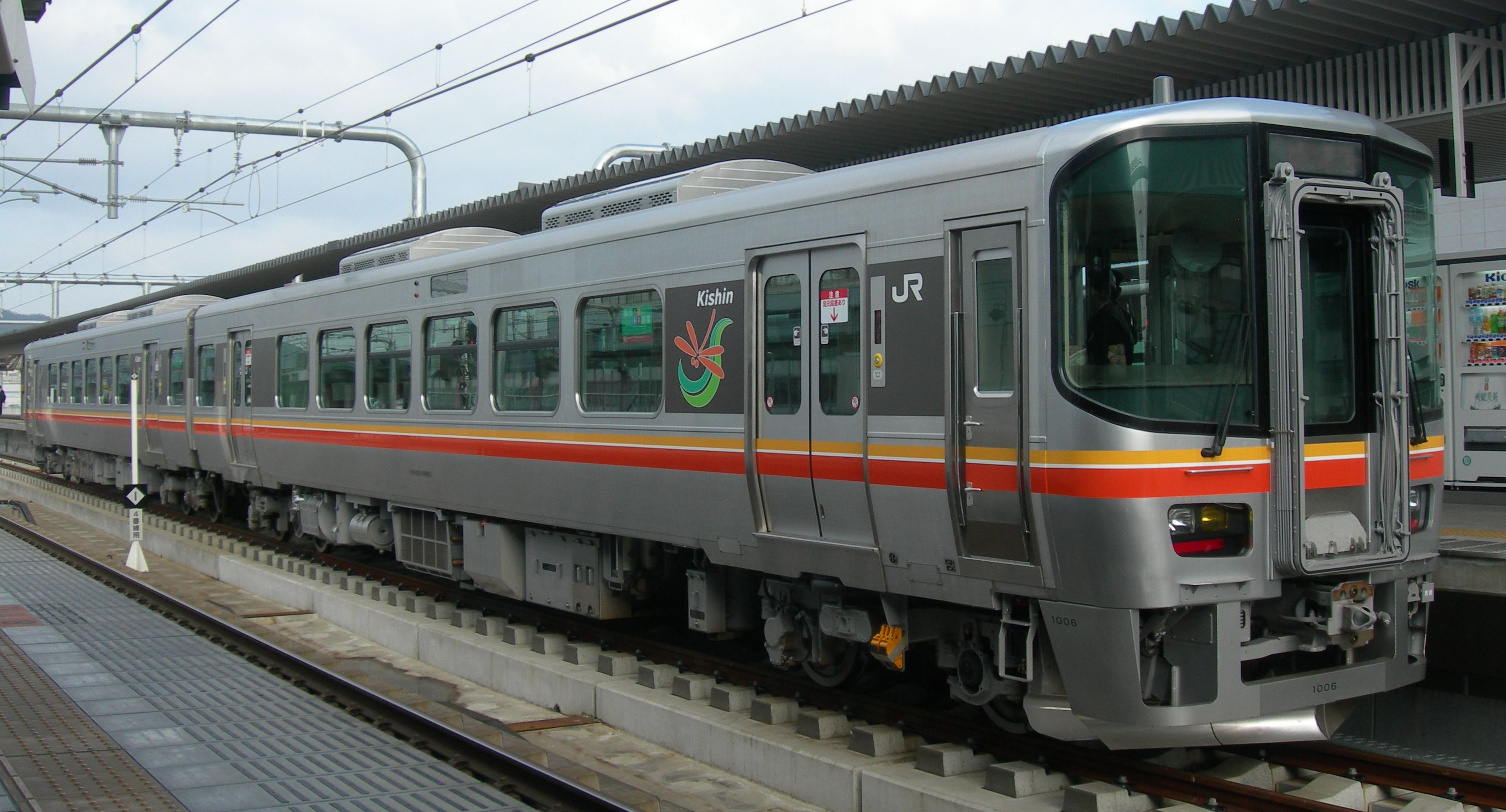
キハ127系

### 他用途への転用
優等列車用車両への格上げではJRにおいてはキハ40系を急行列車用に高出力化と座席をリクライニングシートに交換したキハ400・480形が存在した他、九州旅客鉄道（JR九州）では観光特急列車である「はやとの風」「指宿のたまて箱」用に格上げ改造した車両がある。
ジョイフルトレインへの改造では国鉄末期に50系客車から「アイランドエクスプレス四国」に改造された例があるほか、JR発足後は急行形車両が老朽化したことや枯渇したこともあり、キハ40系からの改造車が増加している。JR東日本ではキハ100系からの改造車も登場している。

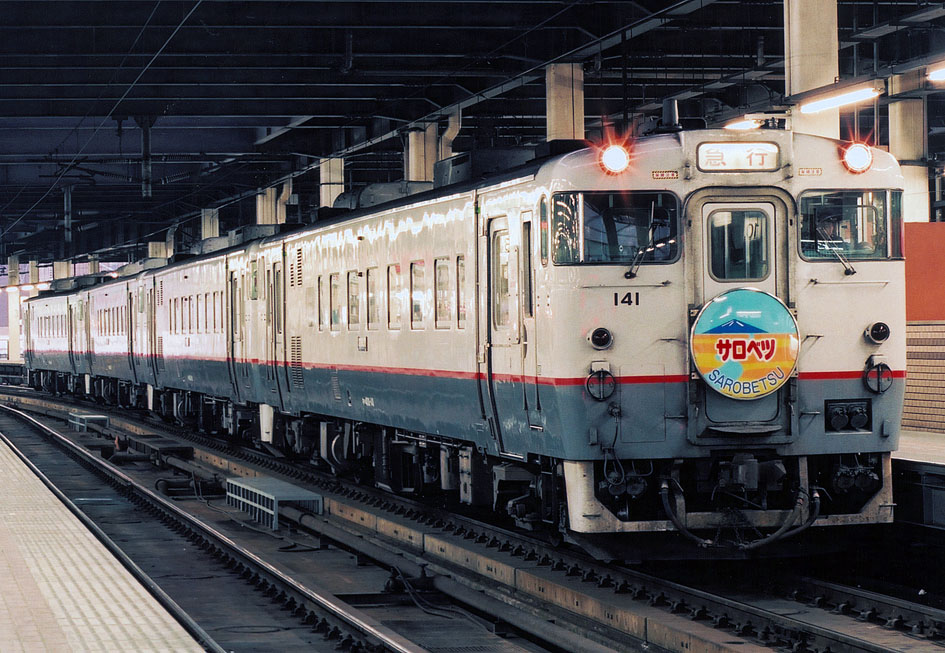
キハ400形
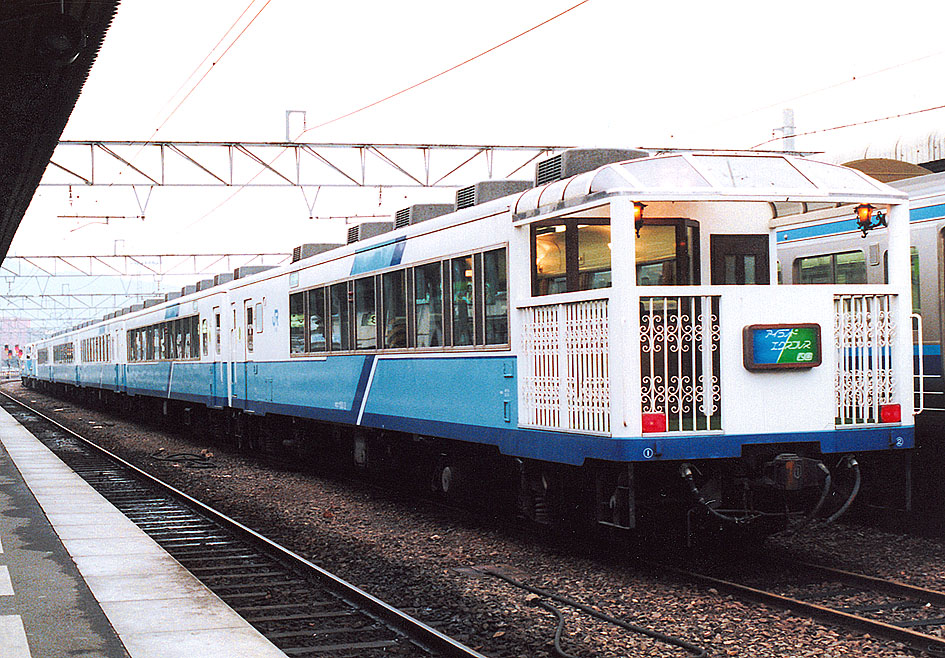
50系「アイランドエクスプレス四国」
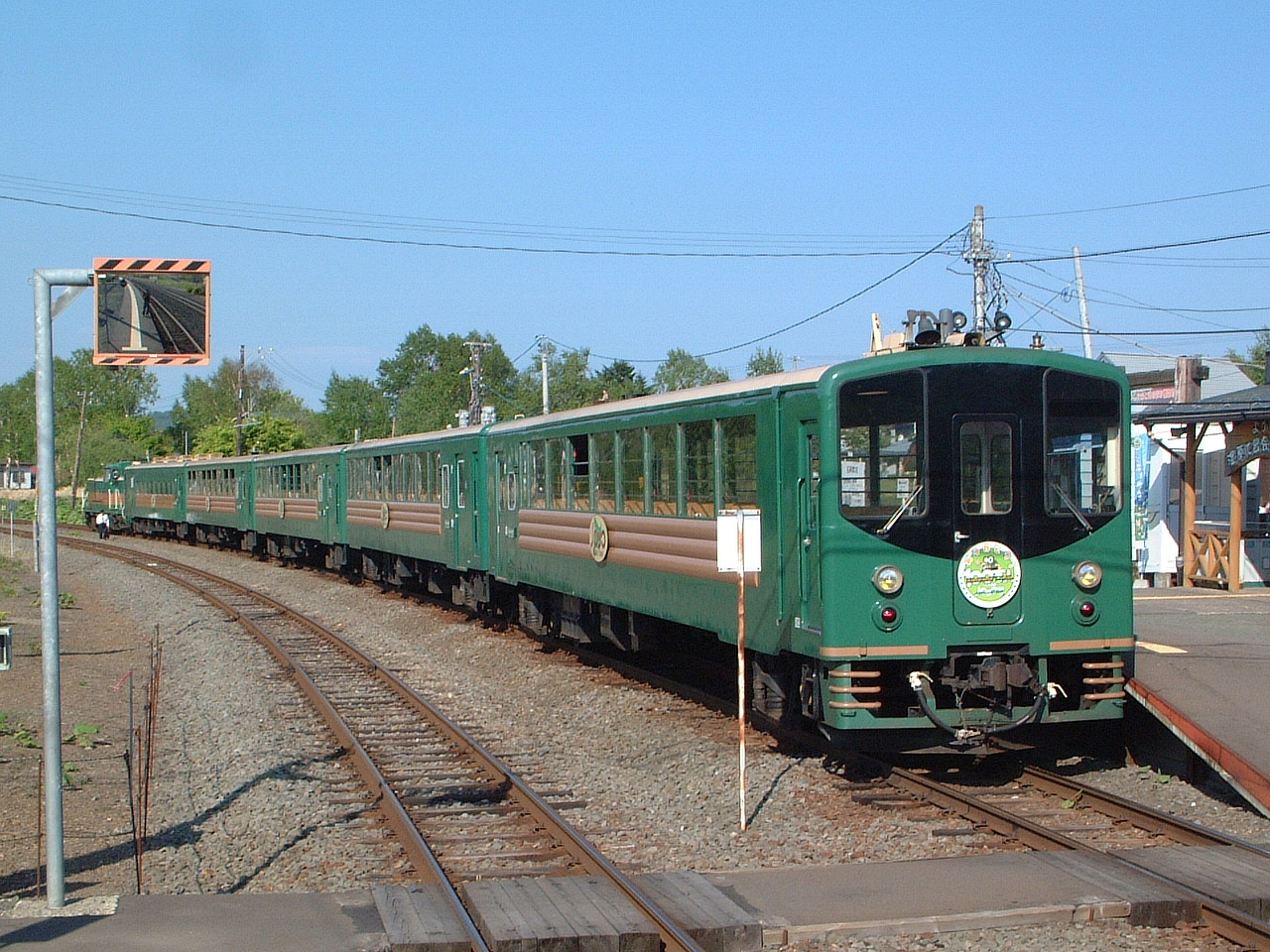
51形「くしろ湿原ノロッコ号」
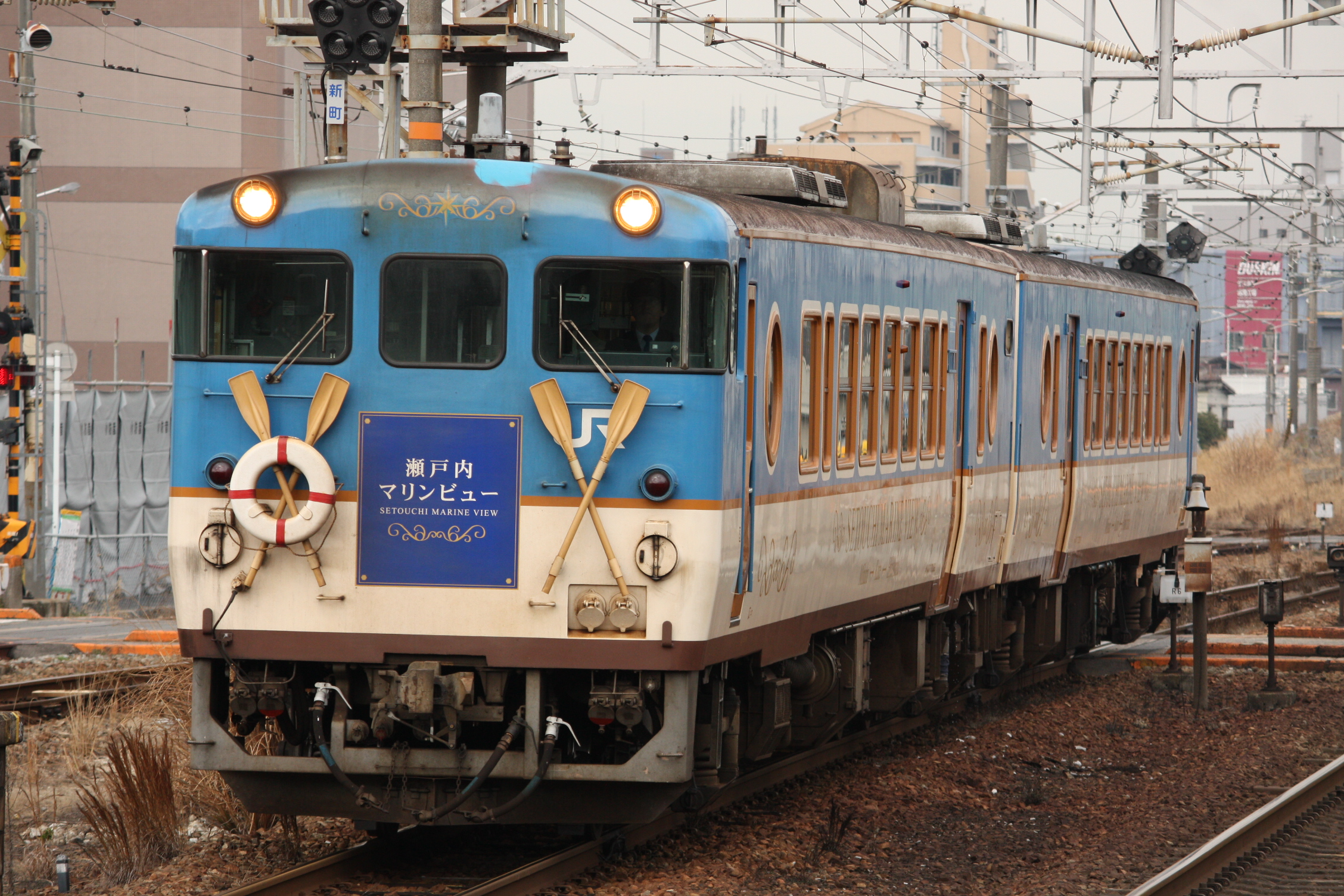
キハ40系「瀬戸内マリンビュー」
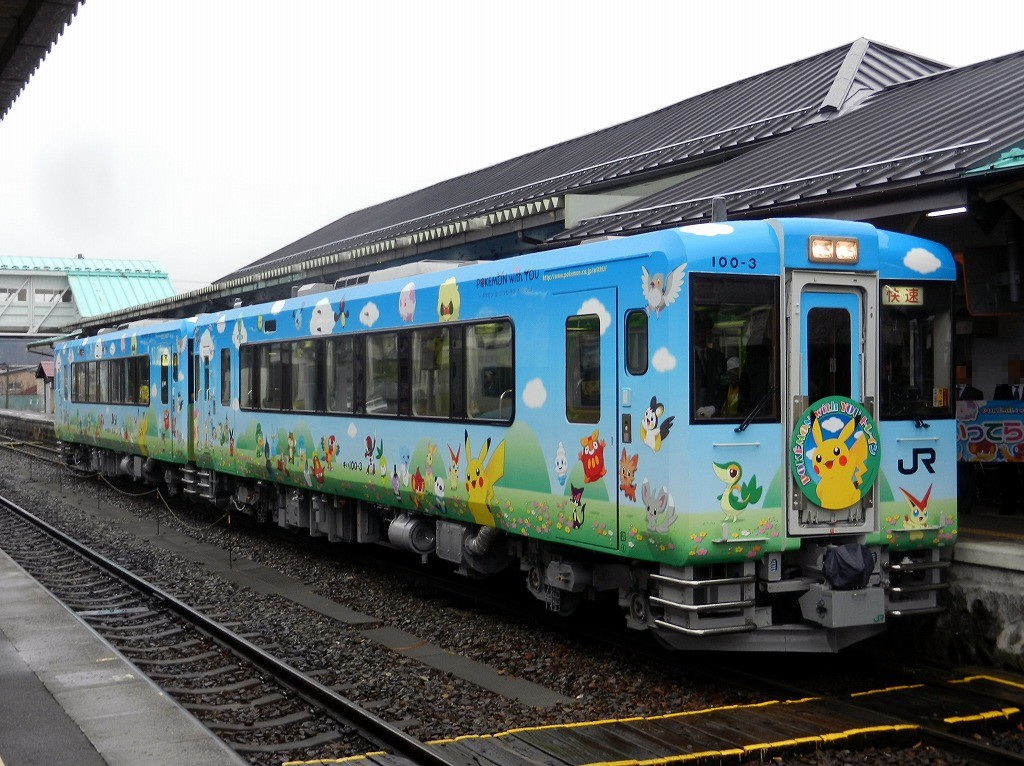
キハ100系「ポケモントレイン」

### 一般形電車の登場とその後
| E217系は編成の過半数を4ドア車で占めながら近郊形に区分されている。 |  | 701系は3ドアながら通勤形に区分されている。 |
| E217系は編成の過半数を4ドア車で占めながら近郊形に区分されている。 |  | 701系は3ドアながら通勤形に区分されている。 |

| E231系は1つの系列であるが、通勤タイプ（左）と近郊タイプ（右）に二分される。 通勤タイプでは4ドアロングシートが主体であるが、近郊タイプでは4ドアにしつつもセミクロスシート車とグリーン車を連結させ、通勤輸送と中距離輸送を両立させている。 |  | E231系は1つの系列であるが、通勤タイプ（左）と近郊タイプ（右）に二分される。 通勤タイプでは4ドアロングシートが主体であるが、近郊タイプでは4ドアにしつつもセミクロスシート車とグリーン車を連結させ、通勤輸送と中距離輸送を両立させている。 |
| E231系は1つの系列であるが、通勤タイプ（左）と近郊タイプ（右）に二分される。 通勤タイプでは4ドアロングシートが主体であるが、近郊タイプでは4ドアにしつつもセミクロスシート車とグリーン車を連結させ、通勤輸送と中距離輸送を両立させている。 |  | |

普通列車用の電車については新性能電車登場以後、最高速度や車内設備の違いなどから長らく通勤形と近郊形に区分され、通勤形は4ドアロングシート、近郊形は3ドアセミクロスシートが原則であり、大都市圏の近距離列車には通勤形、大都市圏の中距離列車や地方都市圏には近郊形が使用されていたが、分割民営化後は電車においても一般形の区分が使われるようになる。
JR東日本においては首都圏では混雑路線が多く、近郊形でもロングシート車が導入されたり4ドア化されたりするなど、編成の過半数を4ドアロングシート車で占めるE217系では通勤形である209系と主電動機が同一であり、編成の一部にセミクロスシート車やグリーン車があるために近郊形に区分され、中距離電車においても常磐線中電では通勤形であるE501系が導入され、地方都市圏においても107系や701系、E127系は短編成で通勤輸送に対応でき、ワンマン運転時において運転士の車内監視や運賃支払い時に利用客の移動の面から3ドアロングシートを主体とし、これらは中・長距離運用に使用することも前提にトイレ付きで製造され、JR東日本の公式ウェブサイト上では通勤形に区分されているが、701系とE127系については後にセミクロスシート車も製造され、資料によっては近郊形や一般形にカテゴライズされたこともあるなど、資料よって車種が相違し、普通列車用の車両区分を特定することが困難な状態になっていた。
JR東日本ではE231系で初めて通勤形と近郊形の形式上の区別を廃止し、一般形電車に区分を統一した。この車両区分をJR東日本では「それまで近郊形電車と通勤形電車との性能を両方併せ持ち、仕様を共通化させた車両」と説明している。また、理由は以下の通りである。
- 近郊形電車を使用している線区において、通勤時における利用者の急増による恒常的な遅延や、それに対応するために近郊形電車自体もロングシートでのみで構成された車両・編成が多くなった。また、通勤時には列車編成長一杯までプラットホームを使用しており、これ以上定員・乗車人員を増やすことができない。
- 通勤形電車を使用している線区においては、平時より列車編成長一杯まで使用しており、通勤形電車の断面が近郊形電車に比べ細いことからこれを使用して定員・乗車人員を増やすことができない。
- ともに、経年劣化による取り替え時期を迎えるため、双方を融合させた設計により開発コストの削減に繋がる。
- 4ドアに統一することで乗降時分の短縮と混雑緩和が図られる[52]。
- 高出力な交流モーターとVVVFインバータ制御によって、通勤形電車と同じ加速度、近郊形電車と同じ最高速度を実現し、通勤用・近郊用の用途によって、最適な加速度を設定でき、動力性能も通勤用・近郊用の両方に対応できる[14]。

E231系以後の多くの普通列車用電車はこの概念を採用し、交直流対応のE531系や、主要機器を二重化・電動車比率を高くし、故障に強い車両とした後継車両であるE233系、山手線用の4ドアロングシート車であるE235系にも受け継がれた。ただしE231系とE233系においては、トイレの有無やセミクロスシート車・グリーン車の有無などといった車内設備の違いにより、同一系列内での近郊形仕様と通勤形仕様の区別がなされており、運用上の区別も徹底されている。とはいえ、資料によっては車種が相違しており、E233系では一般形だけでなく、通勤形・近郊形に分類している資料もあり、E531系も一般形だけでなく、近郊形に分類している資料もある。
また東北南部で使用されるE721系や新潟地区で使用されるE129系は、3ドアセミクロスシートという以前の近郊形の仕様で製造されているが、JR東日本はこれらも一般形に区分している。
他のJR各社では普通列車向けの車両は現在でも通勤形と近郊形の車種を二分しているが、例外的に西日本旅客鉄道（JR西日本）の125系はローカル線用の標準タイプとして一般形に区分され、小浜線や加古川線の電化用として製造されたことから置き換え対象であった一般形気動車と同種の用法として使われているものとされる。

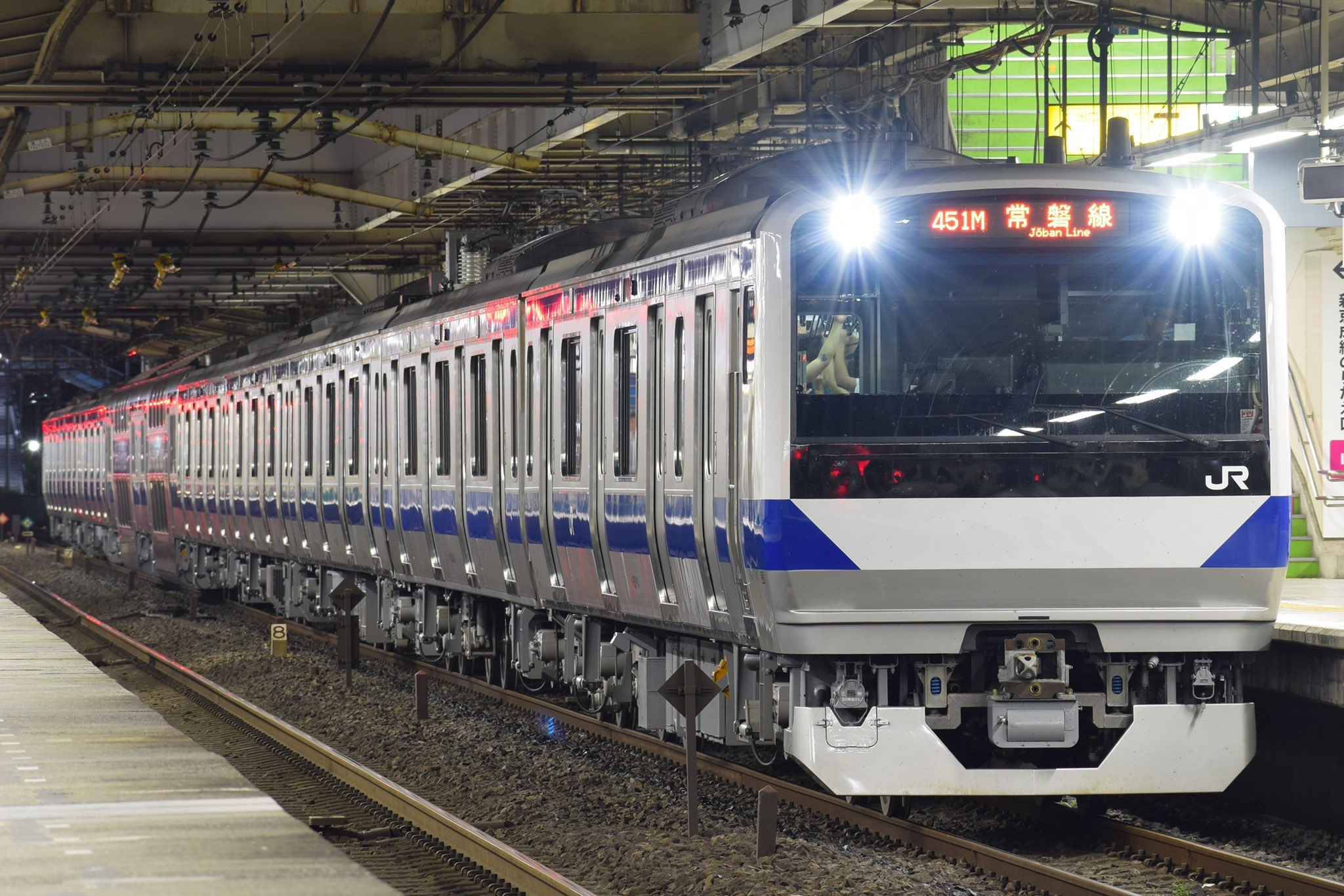
E531系
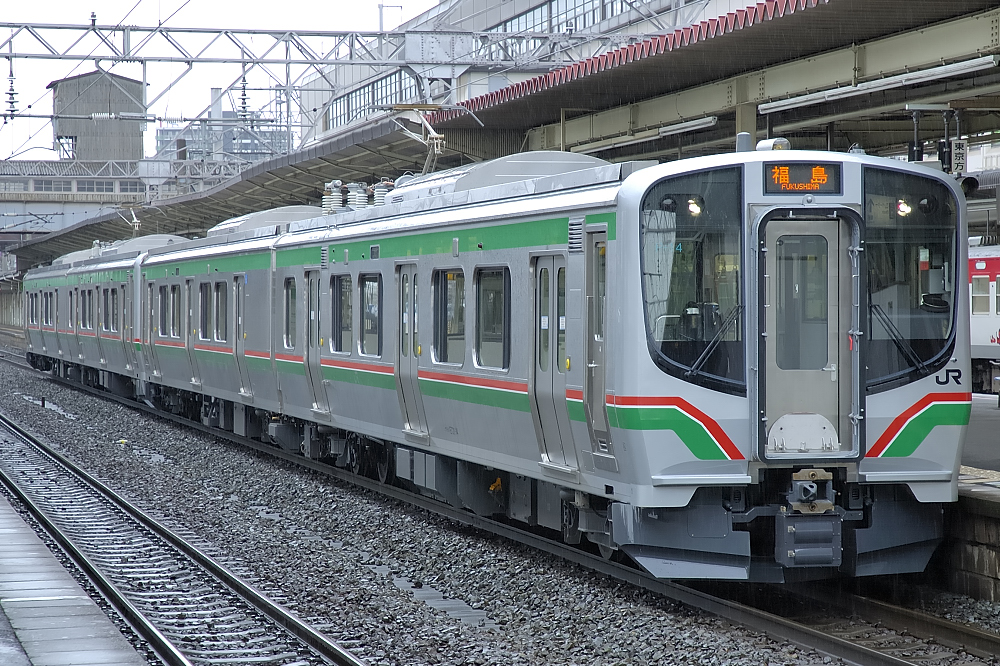
E721系
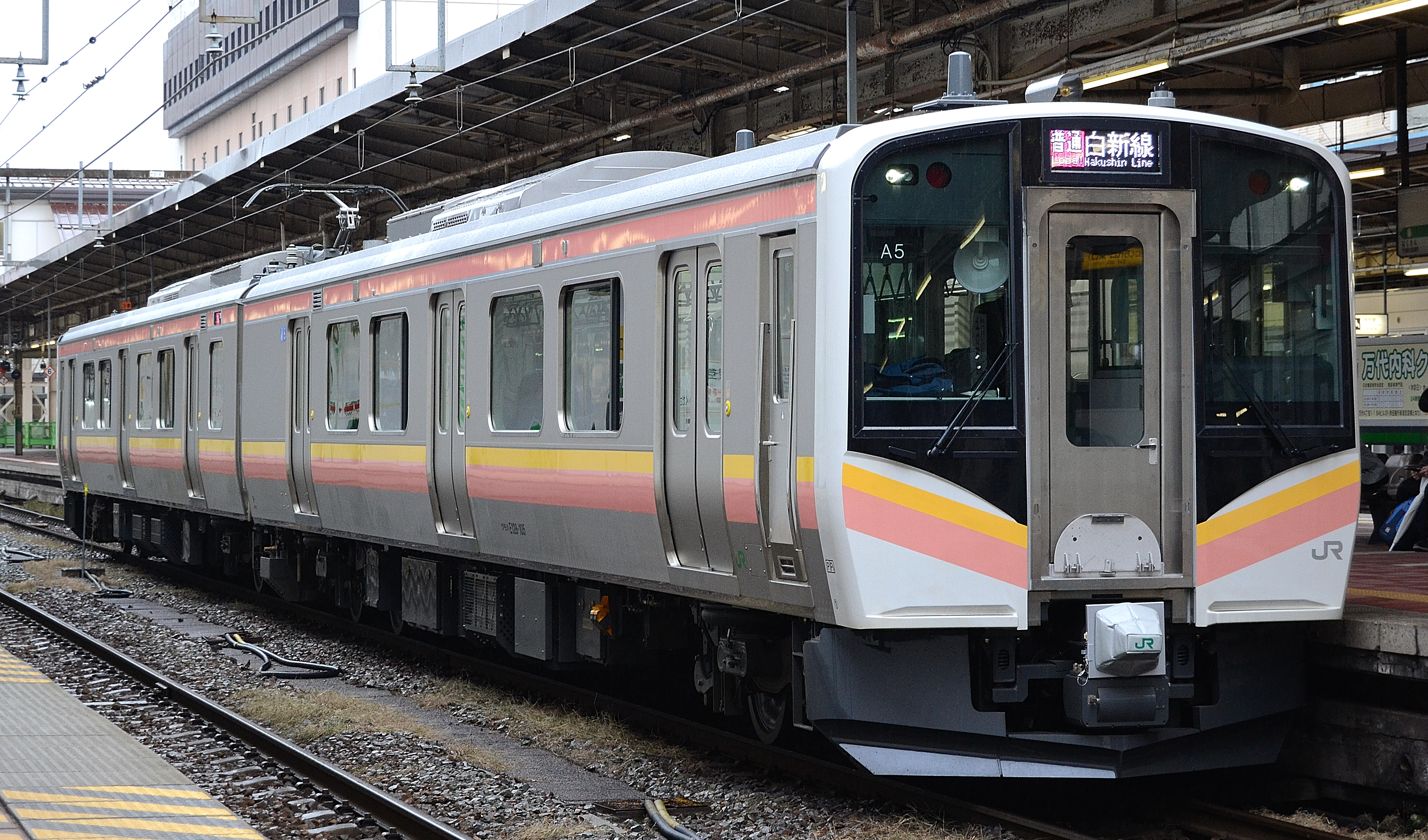
E129系
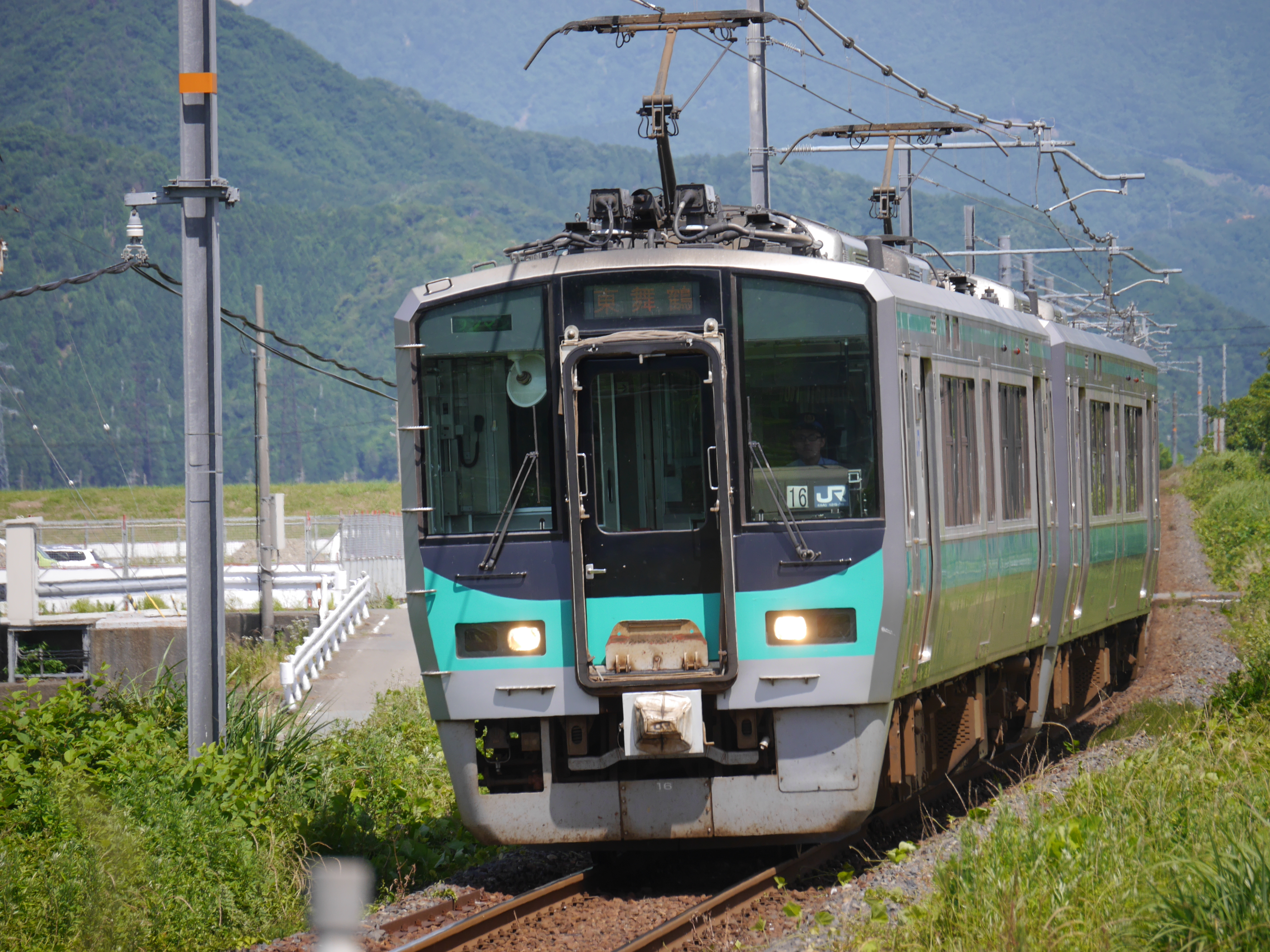
125系

## 一般形に分類に見解が別かれる車両
JR東日本HB-E300系気動車
本形式は観光列車用車両であり、優等列車向け車両に近い接客設備を持つが、あくまで快速列車として運行されており、形式番号に着目すれば一般形に分類されることもあるが、通勤輸送よりも観光快速列車で使用することが目的であるため、一般形とは言いにくい部分がある。

## 通勤形・近郊形の事実上の一般形化

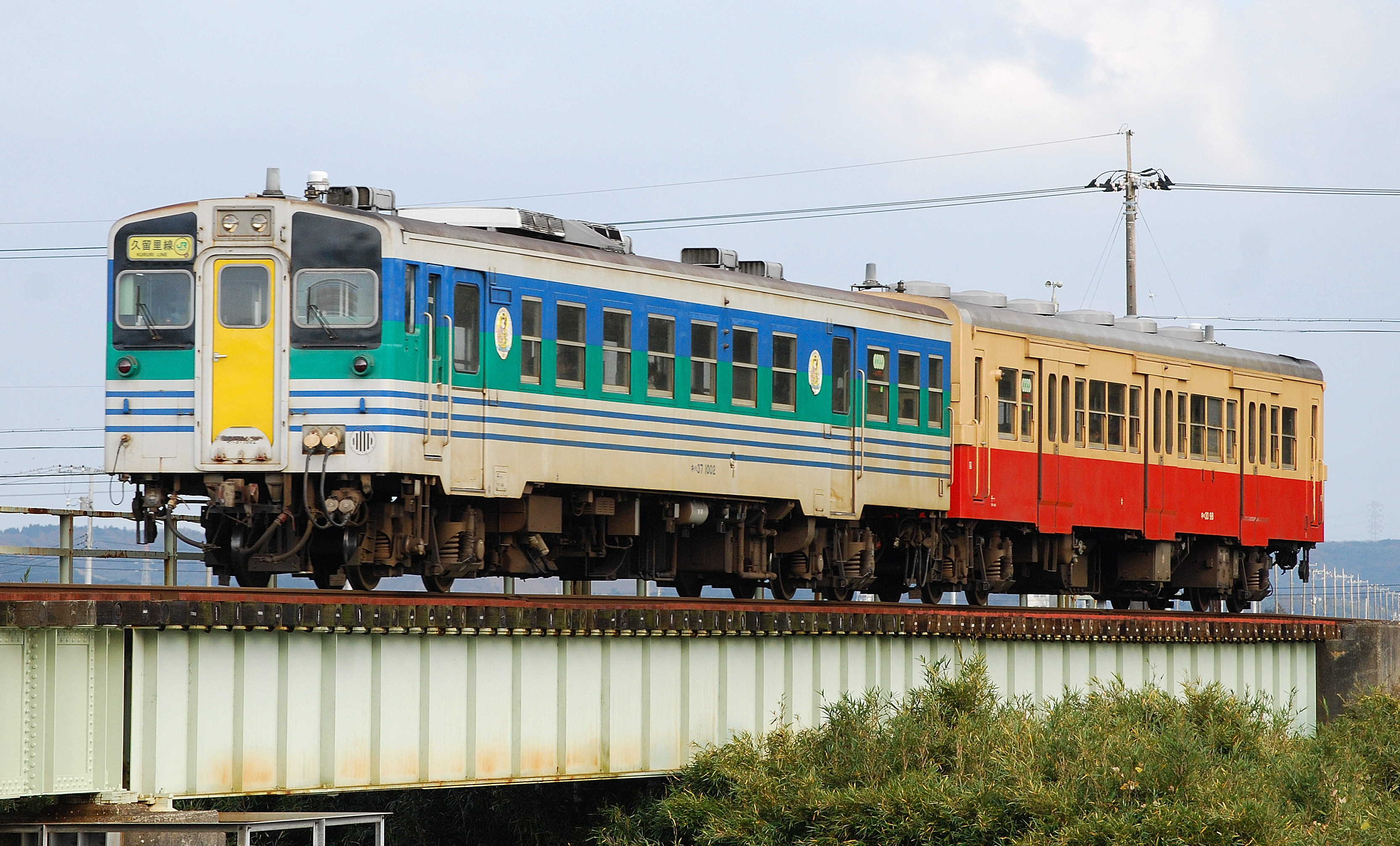
久留里線で運用されていたキハ37形とキハ30形

広義では優等列車専用以外の車両そのものを指し、近郊形と通勤形も含まれる概念となる。
JR東日本を除くJR旅客会社各社の普通列車用電車では2014年（平成26年）現在でも列車や路線の実情に合わせて通勤形や近郊形の区分を明確にしているが、JR西日本では2005年（平成17年）度以降に新製された車両形式区分の第2位（十の位）の数字「0 - 3、5、6」の用途を通勤形及び近郊形とし、実質的に一般（普通列車）用の領域としたが、前述の125系を除いて列車・路線の実情に合わせて通勤形・近郊形と明確に区分されており、運用も明確に区別されている。
JR四国はJR発足後は近郊形のみの導入であるため、近郊形が実質的な一般形の区分という状態になっている。
JR東海の313系は“標準型”として1つの形式で列車や線区の実情に合わせて車内設備を異にし、転換クロスシート車、セミクロスシート車、ロングシート車が導入されていたが、2022年に3扉ロングシート車のみの通勤型の315系が投入された。気動車も同様に、キハ25形は対名古屋輸送を念頭に置いた転換クロスシート車と長距離郊外線区を前提としたロングシート車に分かれている。
JR北海道では近郊形である721系と通勤形である731系・733系・735系は基本的に共通で運用されており、JR東日本やJR西日本とは異なり、通勤形と近郊形の運用上の区別はされていないため、事実上、一般形同然の状態になっている。

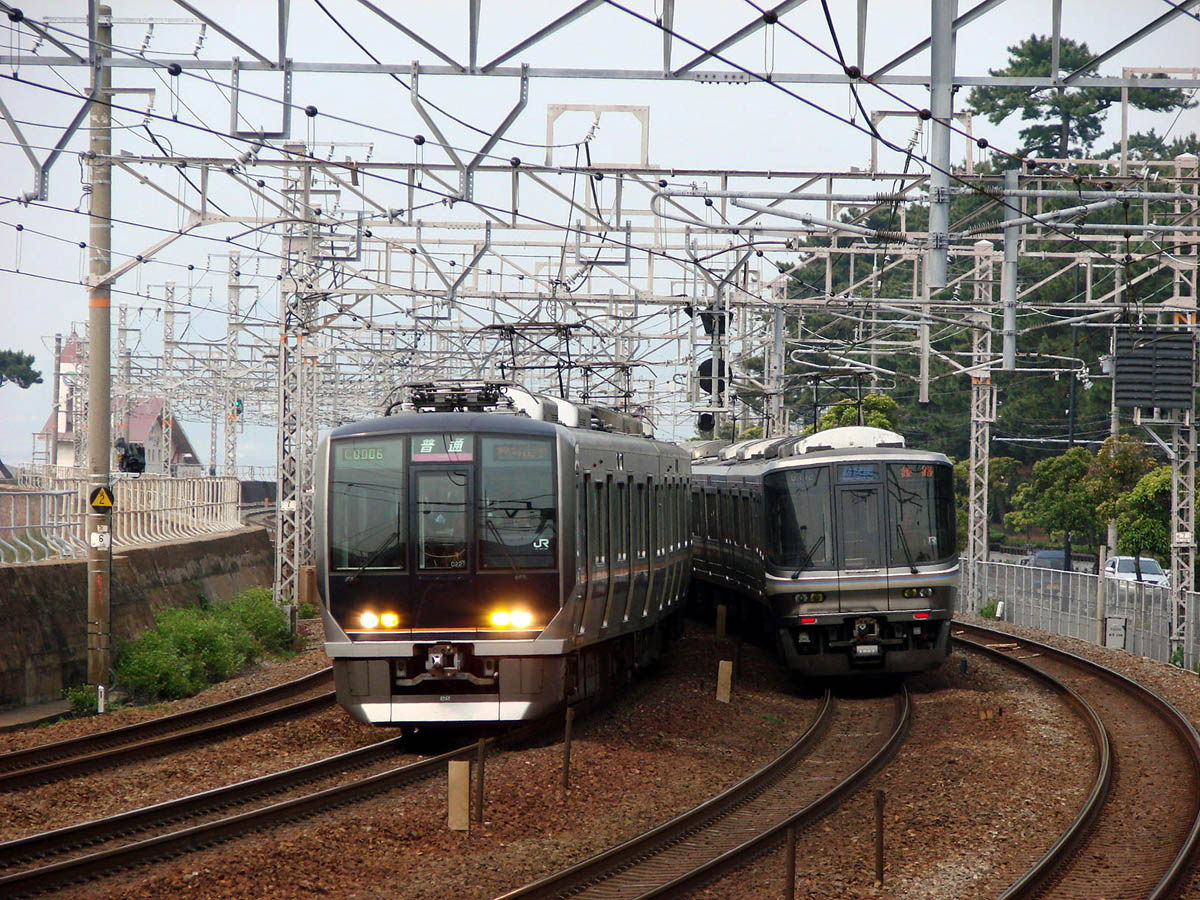
JR神戸線の複々線区間を走行する321系（左）と223系（右）。左側2線が電車線で通勤形を、右側2線が列車線で近郊形を使用する。
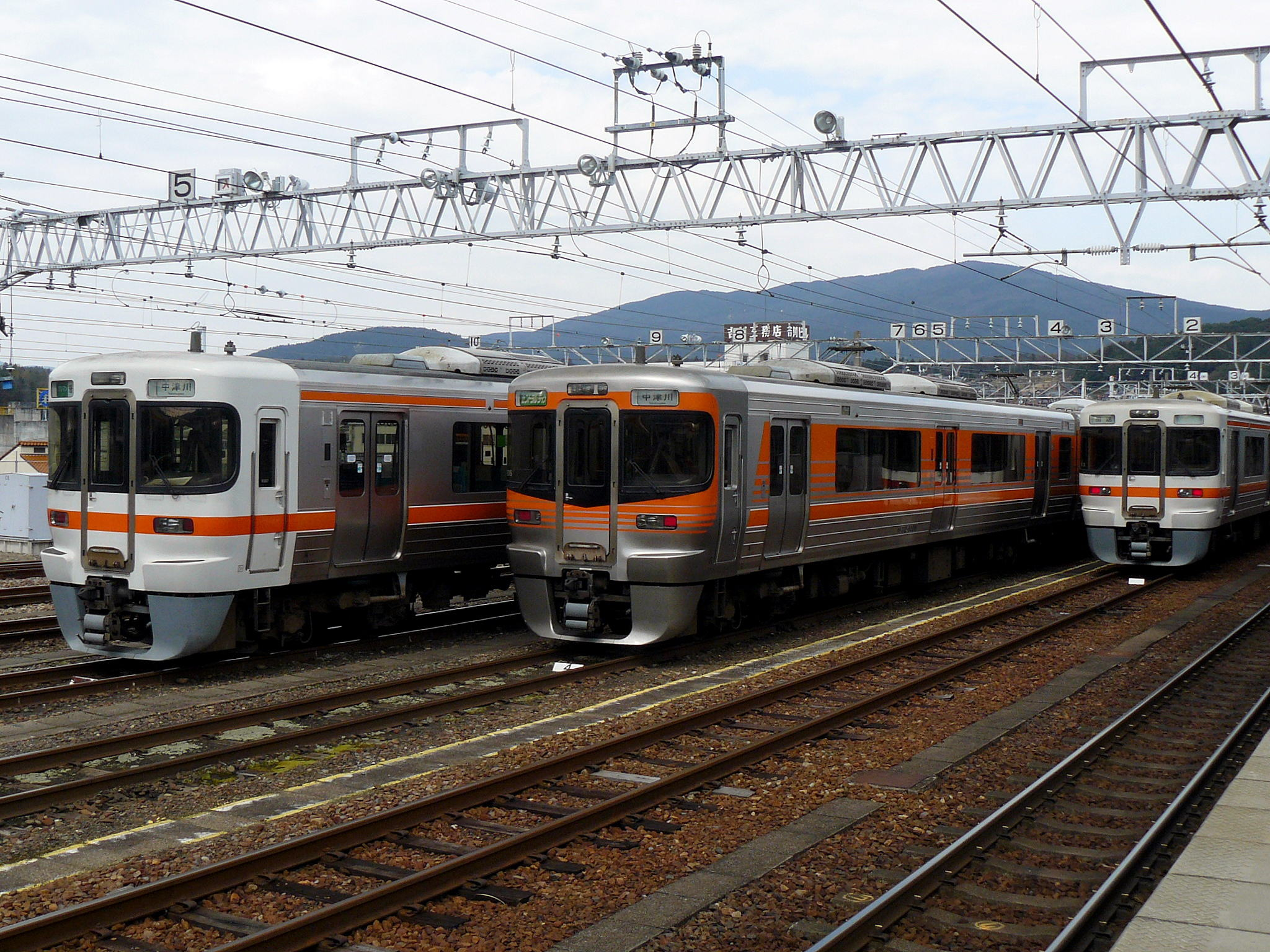
中央線で使用されていた313系。セミクロスシートで閑散線区用の3000番台（左）とライナー列車にも宛がわれる転換クロス車の8000番台（中）、都心と郊外で輸送量の差が大きいという性格に適応した転換クロス（車端部ロングシート）の1000番台（右）が並ぶ。
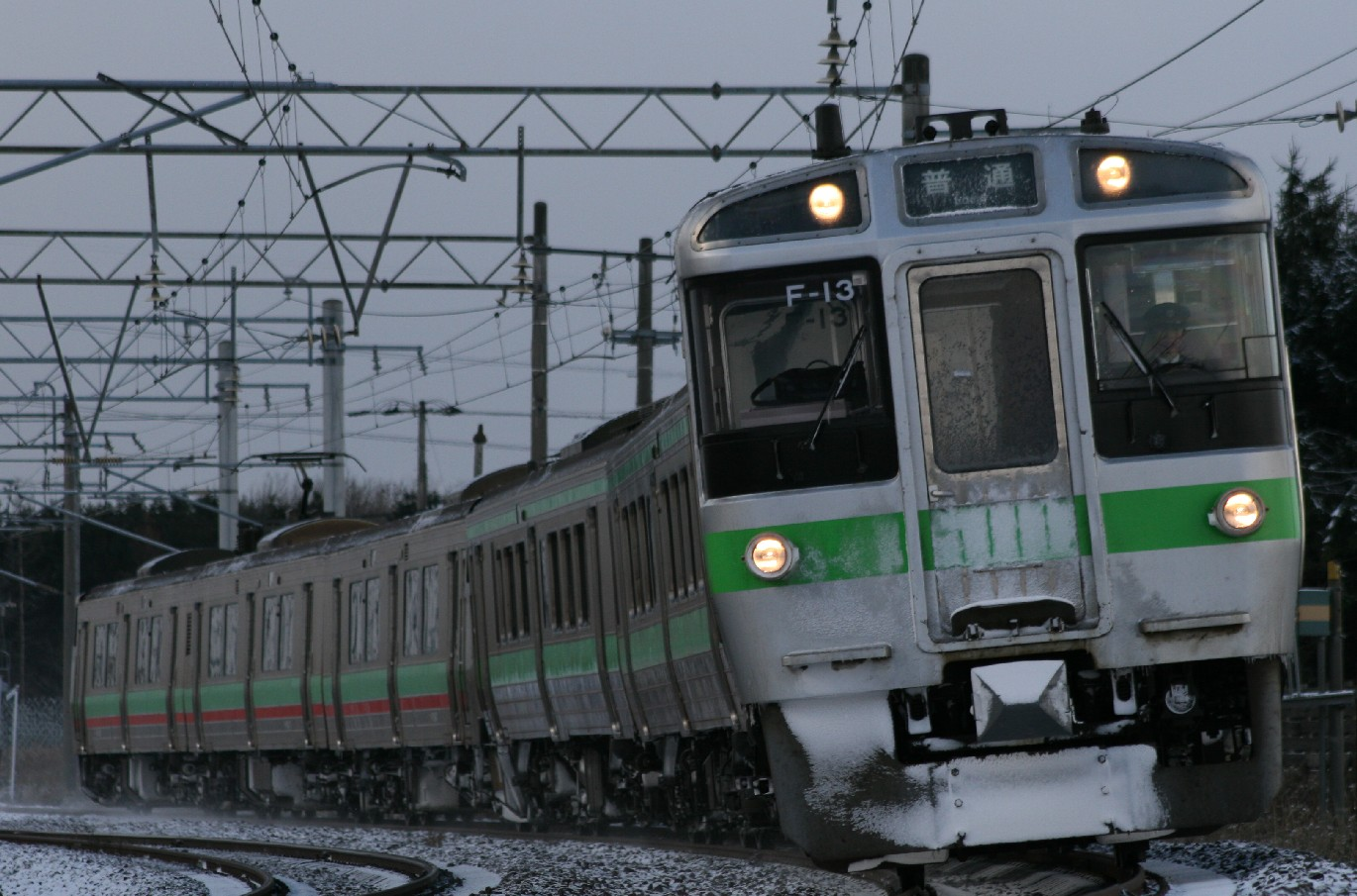
函館本線の普通列車は近郊形である721系と通勤形である731系が併結する列車もある。
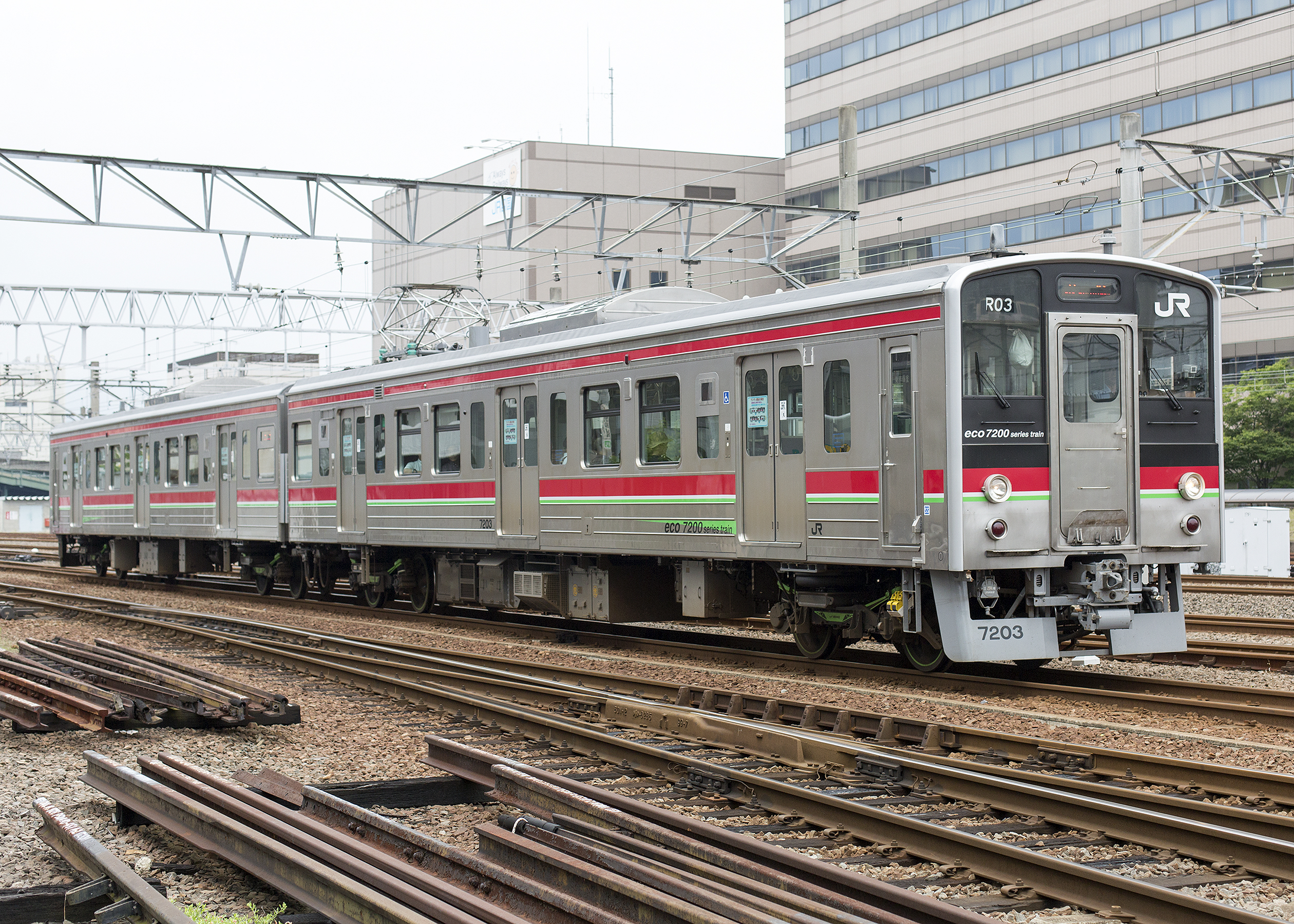
JR四国の7200系電車

## 旧型客車に対する表現
| オハフ33形 |  | 室内 |
| オハフ33形 |  | 室内 |

一般形に該当する客車は50系のみであるが、旧型客車（10系以前の客車）については明確な用途を定めていないが、国鉄の現場ではもとより鉄道ファンからは便宜上、一般形客車・在来形客車と呼ばれることもある。
旧来の客車は幹線の長距離列車で使用することが前提であり、戦災復旧車である70系がロングシートで製作された他はその多くがデッキ付きの2ドアクロスシートで製造され、独立した便所と洗面所を備える。定員重視で製作された60系の三等車（普通車）を除いて優等列車への使用することも前提としていた。
10系以前に製造された客車は優等列車への使用を目的とした車両は一等車と特急列車向けとされたスハ44系くらいであり、70系と60系の三等車（後の二等車。現在の普通車）が実質的な一般（普通列車）用であり、その他の形式は三等車については列車や種別ごとに用途を限定しているわけではないが、そのほとんどが優等列車で使用することを前提にデッキ付き2ドアクロスシートで製造されており、新製車の投入は優等列車優先で投入され、優等列車への後継車の増備や置き換えにつれて捻出された中堅車や経年車は次第に普通列車にも運用されたりするなど汎用的に使用され、特に○○形といった車両区分の概念がなく、列車種別による明確な定義・区分すらされなかった。したがって、旧型客車に国鉄が定義した一般形の区分を当てはめるには難があり、通勤輸送に適した車両とは言い難く、旧型客車には正式にこの用法は使われるものではない。
旧型客車に対してこの用法が使われた理由として、以下の説が挙げられる。
- 10系以前の客車のうち、戦災復旧車、鋼体化改造車、軽量客車以外の客車（第1位（十の位）の数字が「3-5」の客車[注 18]）は明確な定義すら行われず、便宜的にこの用法が使われることがあったが、実態は（軽量客車も含めて）優等列車で使用することも前提としていた。広義では戦災復旧車である70系と鋼体化改造車である60系と軽量客車である10系もこの概念に含まれる。
- 旧型客車には明確な意味で系列という概念がないため[注 19]、新系列客車以外は混結可能であり、編成の組成に制約を受けないことから1両単位で管理され、どのような組み合わせでも連結し、1つの列車として組成して使用することができるようになっていたため、系列単位で使用することを前提とした固定編成客車・新系列客車と呼ばれる20系以降の客車との対比で従来の客車の総称として使われた[89][21][注 20]。
- 1970年代後半以降は新幹線開業や急行列車の廃止・削減につれて優等列車への充当が減少し、普通列車への充当が多くなった[21]。

## 機関車に対する表現
電気機関車
| EF65形 一般形 |  | EF65形 P形 |
| EF65形 一般形 |  | EF65形 P形 |

電気機関車においてはEF60形、EF64形、EF65形、EF70形、ED75形、ED76形の基本番台（0番台）のことを慣例的に一般形と呼称することがある。
ディーゼル機関車
| DD51形 一般形 |  | DD51形 A寒地仕様 |
| DD51形 一般形 |  | DD51形 A寒地仕様 |

ディーゼル機関車においては仕様区分として寒冷地で使用されるA寒地仕様・B寒地仕様に対して温暖地で使用される機関車を慣例的に一般形と呼称している。なお、ディーゼル機関車ではSGの有無で番台区分しているため、A寒地仕様・B寒地仕様・一般形での番台区分は存在しない。

## 私鉄における同類の用法
私鉄においては同種の用法として一般車と呼ぶことがあり、特定の列車や種別に供することを目的とした車両（特に団体列車用車両や優等列車専用車両）があり、そちらに分類されないその他の車両を表す意味で使われる場合がある。詳細は一般車#私鉄を参照。